# Akemeniderna
Akemeniderna (fornpersiska: Hakhāmanishiya) var en persisk dynasti. Akemenidernas rike kallade sig självt Xšāça ("Imperiet"). Namnet ”akemenid” syftar på grundarklanen (enligt traditionen uppkallad efter en ättefader vid namn Achaimenes), som runt 556 f.Kr. under Kyros den store befriade sig från medernas rike, såväl som på det stora imperium som blev följden av sammansmältningen av de två. Akemenidernas rike är det första av de persiska imperier som härskade över en stor del av Mellanöstern. Det sträckte sig åt norr och åt väster till Mindre Asien, till Thrakien och större delen av kustområdena vid Svarta havet, i öster ända till nuvarande Afghanistan och en del av nuvarande Pakistan, och åt söder och sydväst till nuvarande Irak, Syrien, Egypten, norra Saudiarabien, Jordanien, Israel, Libanon och bort till norra Libyen. Det imperium som grundades av akemeniderna hotade två gånger Antikens Grekland, erövrade Egypten och fick sitt slut år 330 f.Kr., då Dareios III dukade under för Alexander den store.

## Källsituation
Ett av kännetecknen för akemeniderna är att de efterlämnade endast ett litet antal skriftliga vittnesbörd om sin egen historia (till skillnad från exempelvis de assyriska kungarna). Av allt att döma förvaltade antikens perser sina historiska, religiösa och litterära traditioner muntligt. De skriftliga källor som finns består av inskrifter samt satrapers eller kungars administrativa arkiv, dit de viktigaste besluten (jordöverföringar, skattehandlingar) överfördes. Akemenidiska rikskrönikor omnämns i grekiska källor (bland annat hos Ktesias) och i Esters bok och Esras bok i Gamla Testamentet men ingenting finns bevarat av dessa krönikor.
Det är framför allt tack vare deras undersåtar och deras fiender som akemenidernas historia har blivit känd, i synnerhet genom grekiska författare som Herodotos, Strabon, Ktesias, Polybios, Claudius Aelianus med flera. Böckerna Esra och Ester i Bibeln innehåller också referenser till storkungarna. De antika författarna har likaledes skrivit om Persien, i flera verk som kallas Persika. Kunskapen om dessa verk inskränker sig till några fragment, medan resten har gått förlorad. De akemenidiska storkungarna har för övrigt efterlämnat ett stort antal kungliga inskrifter, som utgör källor till upplysningar om byggnadsverksamheten på platserna och om deras syn på riket. Inskrifterna lämnar i praktiken många indicier som, tagna i det historiska sammanhanget, låter en förstå kungarnas politiska vilja och deras sätt att uppfatta maktutövningen.
Dokumentationen om akemeniderna är alltså när allt kommer omkring viktig och varierad. Det finns många ikonografiska element, men analysen av dem är problematisk eftersom de är mycket ojämnt fördelade i tid och rum. I praktiken finns lite eller ingen skriftlig dokumentation om vissa regioner, samtidigt som andra som Fars, Susiana, Egypten och Babylonien är mycket väldokumenterade. Dessutom finns det många källor till Kyros II:s, Artaxerxes I:s och Dareios II:s regeringstider, men detsamma gäller inte för andra härskare.

## Historik

### Dynastins ursprung

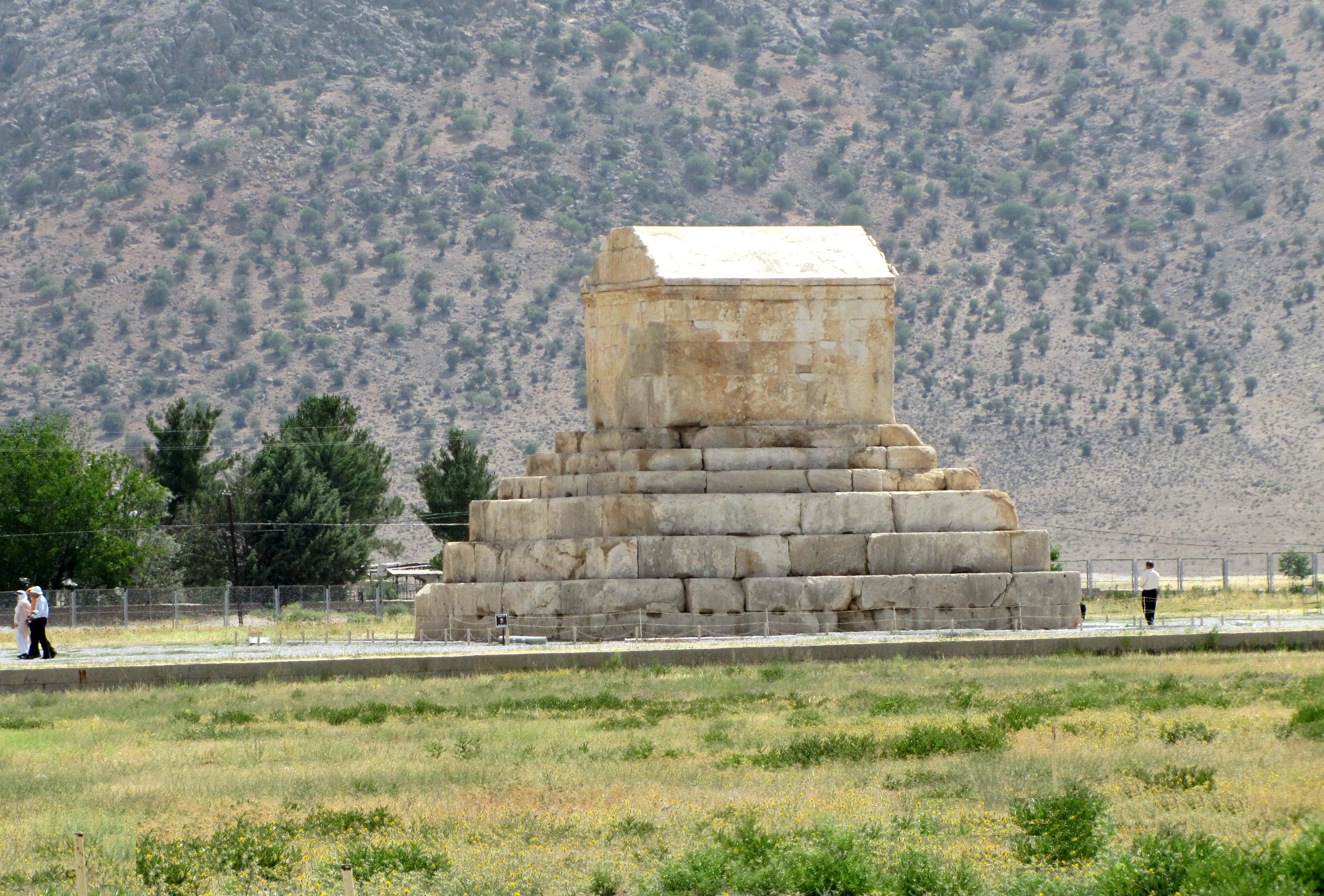
Kyros den stores mausoleum utanför Pasargad

Grundaren av denna dynasti ska ha varit Achaimenes (fornpersiska Haxāmaniš, modern persiska هخامنش, vilket betyder ”vänligt sinnad”). Det är omstritt huruvida Achaimenes är en verklig historisk person eller ej. Han ska ha varit ledare för en persisk klan som troligen härskade över andra persiska stammar från 800-talet f.Kr. Akemeniderna var bosatta i dagens norra Iran (i närheten av Urmiasjön) och betalade tribut till assyrierna.
Under tryck från mederna, assyrierna och urartéerna flyttade de söder om Zagrosbergen och slog sig gradvis ned i Anshan-området. Teispes skulle ha utvidgat det akemenidiska territoriet genom att erövra rikena Anshan och Fars. Därigenom fick han också titeln Kung av Anshan, medan Assurbanipal erövrade Susa och riket Elam försvann tillfälligt.
Teispes var den förste akemenidiske kungen som bar titeln Kung av Anshan. Inskrifter avslöjar att när Teispes dog delades riket mellan två av hans söner, Kyros I (Kurāš), härskare över Anshan, och Ariaramnes (Ariyāramna, "den som förde fred till iranierna"), härskare över Parsumaš. De efterträddes av sina respektive söner: Kambyses I (Kambūjiya, "den äldre") på Anshans tron, och Arsames (Aršāma "den som har heroisk makt") på Parsumaš. Dessa kungar hade bara en begränsad roll i regionen, som dominerades av mederna och assyrierna. Att Kyros I har existerat och var regent i Anshan bekräftas av ett sigill med texten Kurāš av Anšan, Teispes son. Likväl nämner en inskription daterad 639 f.Kr. att tribut betalas till Assurbanipal av Kurāš av Parsumaš, vilket tyder på att kungen av Parsumaš skulle vara den samme Kyros, som förenade de två kungakronorna. Detta skulle kunna sammanfoga de persiska och assyriska historieskrivningarna. Denna tolkning är dock ifrågasatt, och det verkar som Parsumaš, Pars och Anshan måste ha varit åtskilda. Efter det assyriska rikets fall erkände akemeniderna medernas överhöghet. Orsakerna till och formerna för denna underkastelse är fortfarande okända.
Dareios I är den förste som talar om Achaimenes, som han beskriver som anfader till Kyros II (576–529 f.Kr.). Detta skulle göra honom till grundaren av den akemenidiska kungaätten. Vissa experter anser dock att Achaimenes är en fiktiv person som användes av Dareios för att legitimera sin makt när han intog den persiska tronen. Om man räknar från de första härskarna varar den akemenidiska kungadynastin ungefär från 650 f.Kr. till 330 f.Kr.

### Rikets grundande och utvidgning
År 559 f.Kr. efterträdde Kyros II, kallad Kyros den store, sin far Kambyses I på Anshans tron. Då han även efterträdde Arsames (som fortfarande var i livet) på Parsumaš tron förenade Kyros de två persiska rikena och anses därför som den förste verklige kungen i akemeniderdynastin. Hans företrädare hade fortfarande varit underställda mederna.
Mellan 553 f.Kr. och 550 f.Kr. utbröt ett krig mellan mederna och perserna, som slutade med att Kyros II slog Astyages, medernas kung, och erövrade Ekbatana (Hagmatāna "församlingsorten", nuvarande Hamadan). Han utropade, enligt Herodotos, vid detta tillfälle att perserna "tidigare medernas slavar, har blivit deras herrar". Kyros lät Astyages behålla livet och åtog sig att uppföra sig som hans legitime efterträdare. Enligt Ktesias och Xenofon gifte han sig med Amytis, Astyages dotter. Akbatana förblev en av storkungarnas reguljära residensstäder, eftersom den har en viss strategisk betydelse för kontrollen över Centralasien.
Persernas erövring av Medien är en viktig omvälvning i Mellanöstern. Det faktum att Kyros framträdde som Astyages arvtagare gjorde att han kom att stöta sig med de angränsande makterna Lydien och Babylonien. Kroisos, Lydiens kung och Astyages svåger, som var oroad av Astyages rikes fall och bekymrad över persernas växande inflytande, anföll Kyros 547–546 f.Kr. Men perserna gick till motangrepp och förföljde Kroisos ända till hans huvudstad, Sardes, som snabbt föll i Kyros händer. Kroisos överlämnade sig som fånge, och mottog senare en stad i Medien vars tillgångar han kunde leva av.
Från och med 546 f.Kr. återvände Kyros från Mindre Asien utan att ha underkuvat de joniska och eoliska städerna. Kungen genomförde nu ett nytt fälttåg, eftersom det fanns hot mot riket i Babylonien, Sakien, Baktrien och Egypten. Denna period är dåligt känd, men det verkar som om Kyros erövrade Babylon 539 f.Kr. och därefter underkuvade baktrierna och sakierna. Det är också möjligt att det var vid denna tid som Kyros erövrade Parthien, Drangiana, Arien, Chorasmien, Baktrien, Sogdiana, Gandhara, Skytien, Sattagydien, Arachosien och Makran. Dareios beskrev i början av sin regeringstid dessa länder som erövrade.

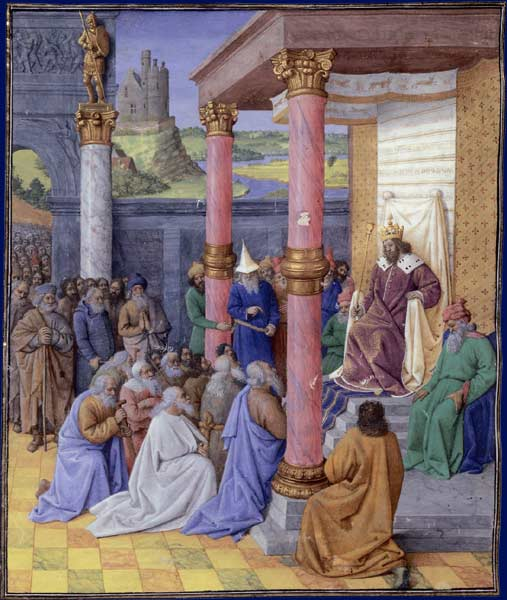
Kyros den store tillät hebréerna att återvända från den babyloniska fångenskapen och återuppbygga Jerusalem, vilket har givit honom en hedersplats inom judendomen.

Kyros II var politiskt skicklig och uppträdde som "räddare" från en nation som stod på god fot med mederna som den hade svurit lydnad till. Akemenidernas allmänna politik kan inordnas i en kontinuitet med babyloniernas och assyriernas. Befolkningarna uppmuntrades att förflytta sig och beblanda sig, för att späda ut nationalistiska tendenser. Denna åtgärd siktade mot att pacificera förhållandena mellan folken, och den akemenidiska epoken är känd för sitt relativa lugn i jämförelse med andra perioder i Mellanösterns historia.
Efter erövringen av Babylon tillät Kyros de landsflyktiga judarna att återvända till Jerusalem, och instruerade sina underlydande att underlätta återresan. Han befallde också att Jerusalems tempel skulle återuppbyggas. Kyros erövrade också Transeufratene och underkuvade araberna i Mesopotamien. Cypern gav sig sedan självmant. Däremot vet man praktiskt taget ingenting om vilka relationer riket vid denna tid hade med de andra regionerna i landet Ebir Nāri (Syrien, Fenicien, Palestina).
Efter Kyros erövrade hans son Kambyses II Egypten 525–522 f.Kr. Det handlade om att behålla rikets makt och att utsträcka erövringarna till den enda andra makten som fortfarande räknades i området. Efter fälttåget i Egypten återtog Kambyses på sitt ansvar ambitionerna från de faraoner som hade föregått honom. Han underkuvade likaså rikena Libyen, Kyrenaika och Nubien. Under loppet av sin vistelse i Egypten tycks Kambyses ha gripits av vansinne, som drev honom till de handlingar som han, enligt Herodotos, begick vid denna tidpunkt: han massakrerade de förnäma perserna, vanhelgade gamla gravar och hånade statyer i egyptiska tempel. Anfallet utan förberedelser mot Etiopien och mot Amons oas, som kantades av motgångar, torde också kunna tillskrivas detta vansinne. I motsats till tesen om att Kambyses uppförande mot sitt följe i Egypten enbart berodde på vansinne framförs även hypotesen om ett politiskt intresse. Enligt Briant vidtog Kambyses också hämndåtgärder mot de stora familjer som skulle ha varit motståndare till hans beslut. Kambyses återkallades till Persien av ett uppror mot sitt styre och lämnade Egypten 522 f.Kr. Han sårades i låret i Syrien och dog av kallbrand efter något som presenterades som en olyckshändelse men som av senare forskning misstänks ha iscensatts av hans släkting och "lansbärare" Dareios.
Om upproret finns flera olika teorier. Den dåtida förklaringen var att det leddes av en grupp präster som hade förlorat sin makt efter att Kyros erövrat Medien. Dessa präster, som Herodotos benämner mager, intog tronen för att tillsätta en av de sina, Gautama, som utgav sig för att vara yngste bror till Kambyses II, Smerdis (eller Bardiya), som sägs ha blivit mördad tre år tidigare. På grund av Kambyses despotism och hans långa frånvaro i Egypten erkände, enligt Herodotos, "hela befolkningen, perser, meder och alla andra folk" denne usurpator som sin kung, och så mycket mer då han gav dem sänkt skatt i tre år (enligt Herodotos). Inom nutida forskning finns i stället teorin att den dödade upprorsledaren faktiskt var Smerdis och därmed enligt tronföljdsordningen den rätte storkungen efter Kambyses död.

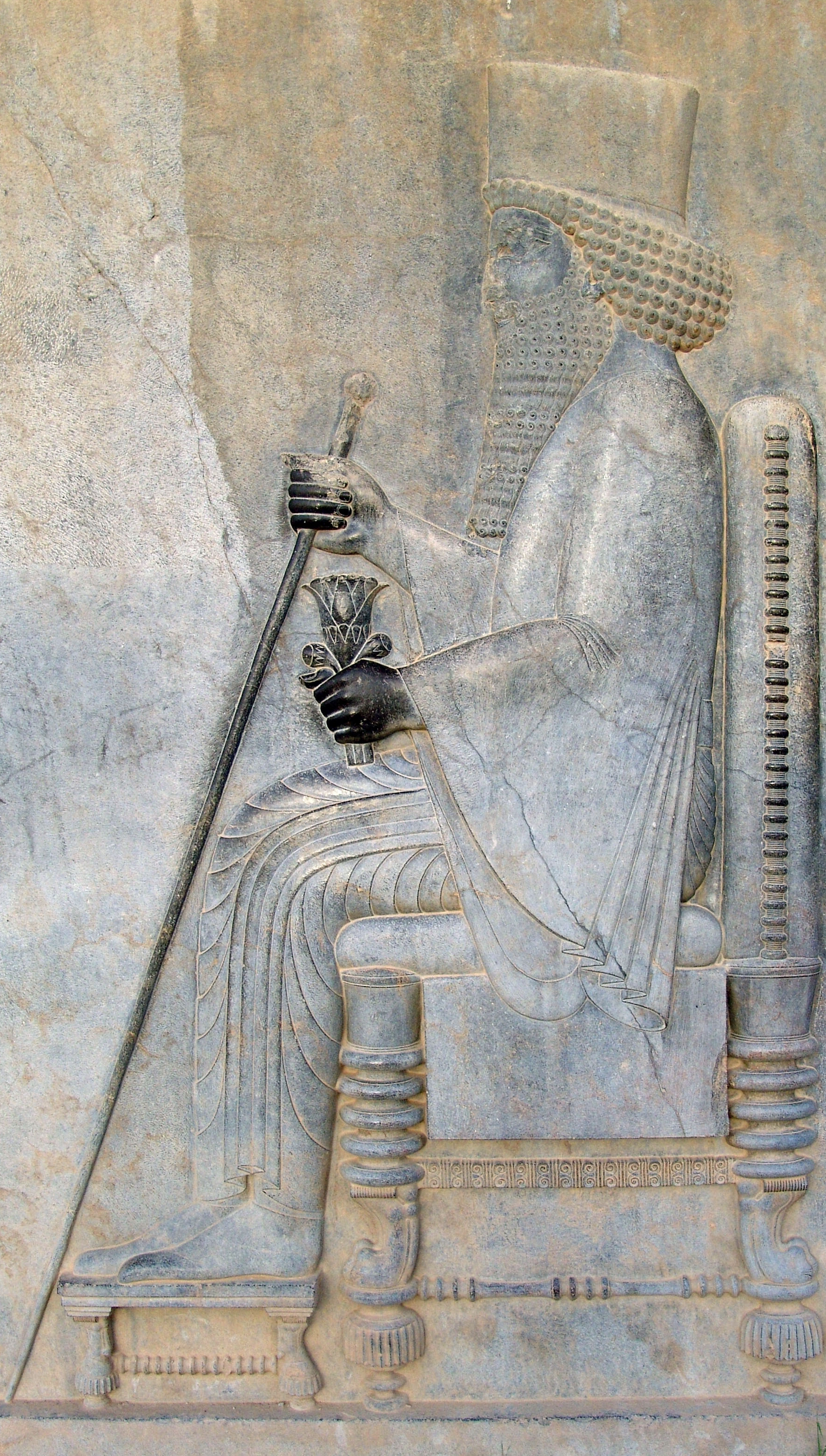
Dareios den store avbildad på tronreliefen i Persepolis

Enligt Behistuninskriften härskade Smerdis i sju månader innan han blev störtad 552 f.Kr. av en avlägsen medlem av akemeniderätten, Dareios I (av fornpersiska Dāryavuš, även känd som Dareios den store). ”Magerna” förföljdes men fortsatte att existera. Året efter Gautamas död försökte de återinsätta en andra usurpator på tronen: Vahyazdāta, som utgav sig för att vara Kyros son. Kuppen hade tillfällig framgång men misslyckades slutligen.
Enligt Herodotos debatterade sedan det lokala ledarskapet om den bästa formen av styre för imperiet. Han berättar att det avgjordes att oligarki skulle göra dem splittrade och fientliga mot varandra och demokrati skulle orsaka pöbelvälde som skulle leda till att en karismatisk ledare återupprättar monarkin. Därför beslöt de att det bästa var en ny monark, särskilt som de var i stånd att välja honom. Dareios I valdes till regent bland ledarna. Han var kusin till Kambyses II och Smerdis, och hävdade härstamning från Ariaramnes.
Dareios strävade sedan efter att utvidga imperiet. Han avrättade Oroites, satrapen i Sardes, som hade gjort uppror 522–520 f.Kr., och hoppades sedan att utsträcka sitt herravälde till öarna i Egeiska havet. Han erövrade Samos vid 520–519 f.Kr., och tågade sedan mot Europa. Han korsade Bosporen, lämnade grekiska trupper vid Donaus mynning (städerna vid Hellesponten och Propontis) och tågade mot Thrakien. Detta område hade stor betydelse för perserna, eftersom det är rikt på strategiska råvaror: trä som behövs för skeppsbyggnad och dyrbara metaller.
Dareios I anföll sedan det grekiska fastlandet, som hade stött uppror i de grekiska kolonierna under hans beskydd. På grund av persernas nederlag i slaget vid Maraton 490 f.Kr. tvingades han dra tillbaka sitt rikes gränser till Anatolien.
Det var under Dareios I:s välde, från 518–516 f.Kr., som de kungliga palatsen i Persepolis och Susa byggdes. Dessa kom att fungera som huvudstäder under kommande generationer av akemenidiska kungar.

### Rikets storhetstid
Xerxes I (fornpersiska: Xšayārša "hjälte bland kungarna") efterträdde sin far Dareios vid 486–485 f.Kr. Uppror hade brutit ut i Egypten och Grekland, och Xerxes inledde sin regeringstid med att leda en expedition mot Egypten. Efter en snabb återerövring tågade Xerxes mot Grekland och besegrade grekerna vid Thermopyle. Aten erövrades och plundrades och Parthenon brändes. Atenarna och spartanerna retirerade bakom sina sista försvarslinjer på Korintiska näset och i Saroniska bukten.
De första åren av Xerxes regeringstid kännetecknades av en förändring i politiken gentemot de erövrade folken. I motsats till sina föregångare som respekterade de underkuvade folkens helgedomar, lät Xerxes ta itu med att förstöra templen i Babylonien, Aten, Baktrien och Egypten. Titlarna farao och kung av Babylonien avskaffades och provinserna omorganiserades till satrapier. Enligt Manethos studie låter egyptiska historiker perioderna av akemenidisk dominans i Egypten sammanfalla med den tjugosjunde dynastin (525–404 f.Kr.) respektive den tjugoåttonde dynastin (343–332 f.Kr.)
Vid Artemistemplet i Efesos blev slaget oavgjort på grund av en storm som förstörde båda lägrens skepp och slutade i förtid när nyheten om grekernas nederlag vid Termopyle hade kommit fram. Grekerna beslöt att retirera. Slutligen segrade atenarna i slaget vid Salamis 28 september 480 f.Kr. Förlusten av kommunikationsleder till havs till Asien tvingade Xerxes att dra sig tillbaka till Sardes. Den armé med vilken han lämnade i Grekland, ställd under Mardonios befäl, led ännu ett nederlag i slaget vid Plataiai 479 f.Kr. 
En ny persisk förlust vid Mykale gav uppmuntran till de grekiska städerna i Mindre Asien att göra uppror. Dessa uppror ledde till bildandet av deliska förbundet, och de persiska nederlag som följde befäste Persiens territoriella förluster i Egeiska havet.

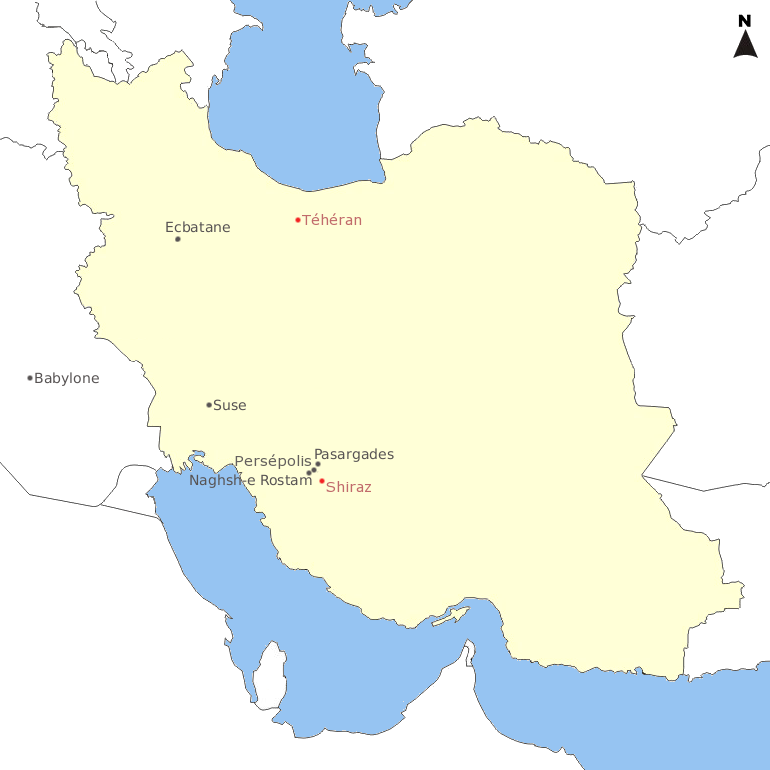
Akemenidiska huvudorter i nuvarande Iran

Icke desto mindre härskade de akemenediska regenterna under 400-talet f.Kr. över områden som täckte ungefär de följande nuvarande länderna och regionerna: Iran, Irak, Armenien, Afghanistan, Turkiet, Bulgarien, Grekland (östra delen), Egypten, Syrien, Pakistan (en stor del), Jordanien, Israel, Palestina, Libanon, Kaukasien, Centralasien, Libyen och Saudiarabien (norra delen). Imperiet blev i fortsättningen det största i den antika världen, med ett territorium som täckte ungefär 7,5 miljoner km².
Xerxes nederlag utelämnades i de kungliga inskrifterna. Förklaringen är enkel: det rörde sig om en straffexpedition och var inte ämnat som en permanent ockupation. 
 Vissa greker anslöt sig trots allt till Xerxes, som Pausanias, befälhavaren för den grekiska flottan 478 f.Kr. och Themistokles, segraren vid Salamis. Detta tillät det persiska imperiet att behålla ett stort antal allierade i de grekiska städerna i Mindre Asien. I fråga om tronföljden hade Xerxes inte utsett en legitim efterträdare. Han blev mördad, möjligen av en av sina söner.
Artaxerxes I, en av Xerxes söner, uppsteg på tronen 465 f.Kr. Strax efter att han tagit makten möttes han av ett uppror i Baktrien, som han fick bukt med. Artaxerxes modifierade hovetiketten och omdefinierade hierarkin, vilket tycks innebära en omdefinition av förhållandet mellan storkungen och adeln. Han fortsatte arbetena i Persepolis, mellan 464 f.Kr. och 460 f.Kr.–459 f.Kr., och den persiska huvudstadens roll verkade förändras: den var mindre ofta bebodd, till förmån för Susa och Babylon. De hypoteser som föreslår att Persepolis bytte roll och blev "en helgedom mer än en stad" är osäkra. Efter Baktrien var det Egypten som reste sig mot den akemenidiske storkungens makt. Diodorus berättar att nyheten om mordet på Xerxes och de oroligheter som följde drev egyptierna att jaga de persiska upptagarna av tributer och att föra en viss Inaros till kungamakten (463-462). Inaros föreslog en allians med grekerna, som accepterade och skickade en flotta till Nilen. Alliansen mellan greker och egyptier varade i sex år (460–454 f.Kr.) År 454 fritog den persiska armén och flottan de perser som var förskansade och belägrade i Memfis. Inskrifter från Egypten från denna tid ger intrycket att endast området vid Nildeltat hade rest sig. Upproren under denna period avslöjar luckor i persernas territoriella dominans. Under 450-talet f.Kr. återupptogs striderna mellan atenarna och Persien. Den kända dokumentationen från tidsperioden ger ingen kunskap om de territoriella utvecklingarna i Mindre Asien: endast listorna över attiska och persiska tributer ger uppgifter om att positionerna i detta område har kunnat utvecklas från ett år till ett annat. 
Artaxerxes I dog i Susa och hans lik flyttades till Persepolis för att begravas nära hans förfäders gravar. Hans äldsta och enda legitima son, Xerxes II, efterträdde honom omedelbart, men blev mördad av en av sina halvbröder, Sogdianos, fyrtiofem dagar senare. Ochos, en annan halvbror till Xerxes, som var i Babylon, samlade sina anhängare och tågade mot Persien. Han dödade Sogdianos och kröntes till Kungarnas Kung under namnet Dareios II 423 f.Kr. Denna successions utveckling framkallade på nytt ett problem, då Ochos och Sogdianos säkerligen hade fört varsin propagandakampanj som siktade på att få det persiska folkets stöd och på så sätt legitimiteten i sitt trontillträde.
Från och med Dareios II:s regeringstid är de dokument som har återfunnits tämligen sällsynta och upplyser endast om situationen i imperiets västra gränsländer, där fientligheterna mellan de grekiska städerna och perserna fortsatte. Mellan 411 f.Kr. och 407 f.Kr. återerövrade atenarna en del av Mindre Asien. I detta var de hjälpta av att de satraper som kontrollerade dessa områden fattade oorganiserade och motstridiga beslut.
Dareios II dog 405–404 f.Kr. Liksom i andra storkungars fall framkallade tronföljden efter honom en motsättning mellan två av hans söner, Arses och Kyros. Det var Arses, den äldre, som kom till tronen under namnet Artaxerxes II 404 f.Kr. Kyros utmanade honom om makten och ett krig följde mellan 404 och 401 f.Kr. Kyros uppbådade en armé. Han stödde sig främst på perserna från Mindre Asien, men även i stor utsträckning på grekiska legosoldater (de "tiotusen"). De två bröderna möttes vid Kunaxa, i Mesopotamien, 401 f.Kr. Kyros dog under slaget och Artaxerxes inledde omedelbart en process att återlegitimera sin kungamakt. Egypten drog fördel av dessa oroligheter för att göra uppror och befria sig från den persiska dominansen under ledning av Amyrtaios.
Satrapierna och städerna i Mindre Asien som ställdes åt sidan av Kyros anförtroddes åt Tissafernes med syftet att han skulle återställa ordningen i området. Artaxerxes II ämnade faktiskt återta kontrollen över det egeiska kustlandet. De som vägrade underordna sig vände sig till grekerna, och i synnerhet Sparta, för att få hjälp. Agesilaos II ledde det spartanska fälttåget i Mindre Asien, utan större framgångar. Han återkallades till Sparta eftersom andra grekiska städer, däribland Aten, hotade staden. Perserna återfann sig sedan bland striderna mellan atenarna och lakedaimonierna som utvecklades i Mindre Asien vid 396 f.Kr. Artaxerxes II var sedan tvungen att bekämpa attacker och allianser från Euagoras från Salamis till Cypern och i Egypten, mellan 391 och 387 f.Kr. De grekiska städerna var uttröttade av de ständiga krigen och strävade efter fred. År 386 f.Kr. införde Artaxerxes II sin fred (lika känd under namnet ”Antalkidas fred”) på de grekiska städerna, som alla godtog den med undantag av Tebe. Kungen behövde lösgöra sina arméer för att ägna sig åt Egypten, som också åter var i uppror. Vid 381-380 f.Kr. hade perserna lidit ett nederlag mot egyptierna, som lyckades återta sin självständighet. Efter detta nederlag lämnade de akemenidiska arméerna Egypten utan att lyckas återta kontrollen över landet. Freden med grekerna från 386 f.Kr. bekräftades i två omgångar, år 375 f.Kr. och 371 f.Kr.
Kort efteråt, mellan 366 och 358 f.Kr., mötte imperiet oroligheter: satraperna gjorde uppror i Kappadokien, Karien och Lykien, och egyptierna gick till offensiv mot perserna. Upproren i Mindre Asien fick inga stora följder, men tillsammans med motgången i Egypten tycktes dessa händelser visa en viss instabilitet hos imperiemakten och en oförmåga att få bukt med upprorsrörelser.
Det är under Artaxerxes II:s regeringstid som Arahita och Mithra började dyrkas, medan de tidigare persiska kungarna bara hänvisade till Ahura Mazda i sina inskrifter. Historikerna frågar sig fortfarande om detta var en verklig nyhet som infördes av Xerxes eller om utövningen förekom redan tidigare.
Under Artaxerxes sista år förekom flera komplotter. Kungen hade tre legitima söner, Dareios (den äldste), Ariaspes och Ochos, och många oäkta barn med sina konkubiner. Enligt Plutarchos utsåg kungen Dareios till sin arvtagare. Dareios underblåste en komplott mot sin far, upptäcktes, dömdes och avrättades. Ochos destabiliserade genom manövrer sin bror Ariaspes, som begick självmord. Han undertryckte därefter en annan av sina halvbröder, Arsames. Det var i detta sammanhang som kung Artaxerxes II dog av ålderdom 359/358 f.Kr. Denna berättelse är inte styrkt av någon annan författare, och det räcker snarare att tänka att före kungens död var hovet skakat av komplotter mellan rivaliserande grupperingar.

### Imperiets fall

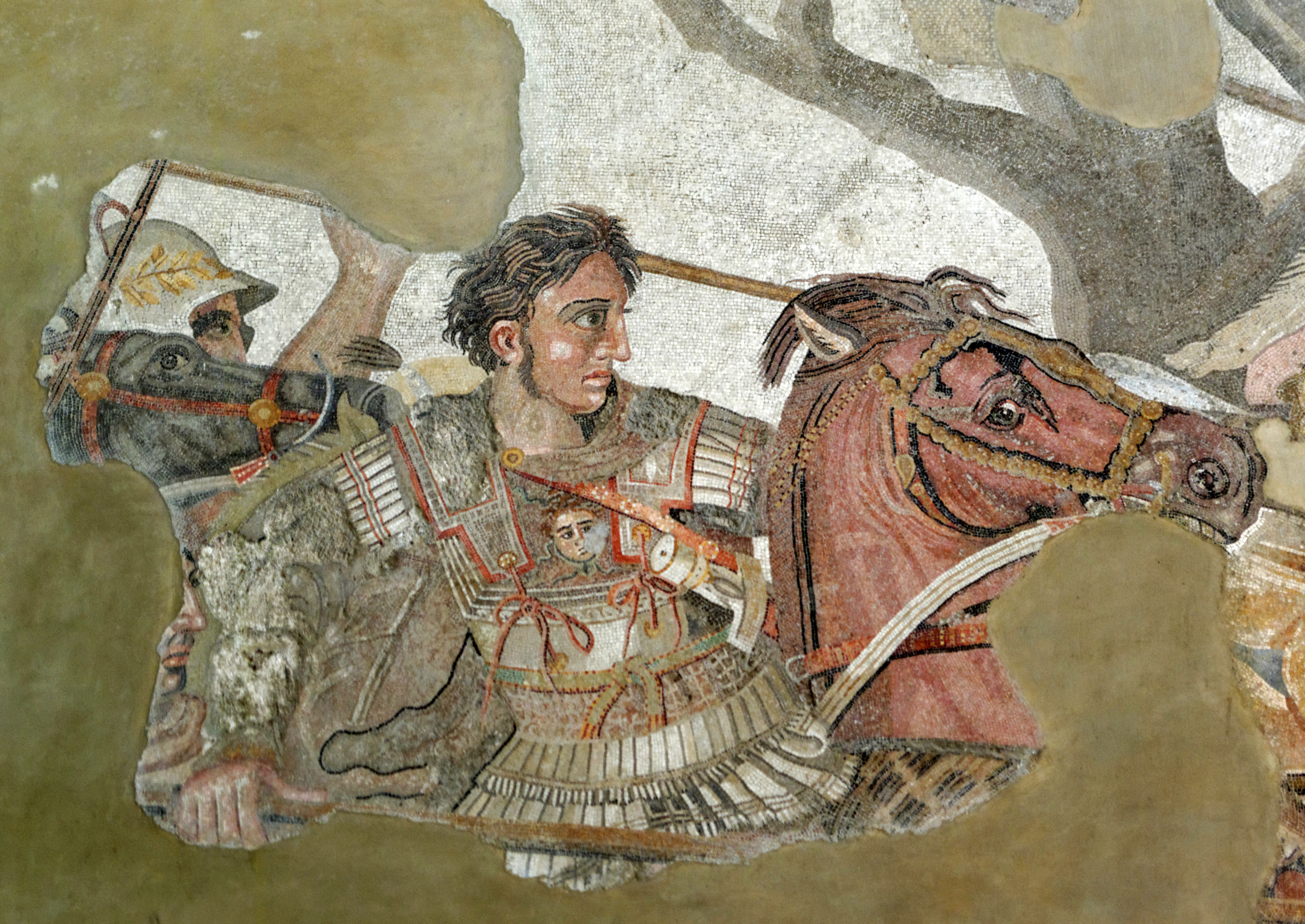
Alexander på sin häst Bukefalos.
Detalj av mosaiken som avbildar slaget vid Issos mellan Alexander den store och Dareios III

Ochos tillträdde tronen under namnet Artaxerxes III (358 f.Kr.–338 f.Kr.) Från början av sin regeringstid var Artaxerxes III tvungen att möta oroligheter: strider försiggick mellan Atens allierade och perserna i Mindre Asien och uppror ägde rum i Fenicien och på Cypern mellan 351 och 345. Den persiska armén led också ett nytt nederlag i Egypten 351. År 343 f.Kr. besegrade Artaxerxes III Nektanebo II och återerövrade Egypten, som ännu en gång blev en persisk satrapi. I Grekland började Makedonien trotsa det persiska imperiet på dess västra front. År 338 f.Kr. enade Filip II av Makedonien vissa grekiska stater, medan de övriga som var motståndare till Filip räknade med Storkungens stöd. De exakta förhållandena är dåligt kända, men Briant säger att ”[storkungens] hov var informerat om Filips operationer”. Samma år 338 blev Artaxerxes III förgiftad av sin minister, den egyptiske eunucken Bagoas. Det har sagts att ”genom detta mord förstörde Bagoas det persiska imperiet”.
Arses efterträdde Artaxerxes III under namnet Artaxerxes IV, och blev likaså förgiftad av Bagoas två år senare. Bagoas hade inte bara dödat alla Arses barn, utan även många andra lokala furstar, antagligen satraper. Bagoas placerade Dareios III (336–330 f.Kr.), en kusin till Artaxerxes III, på tronen. Enligt makedonierna skulle Bagoas ha fört en av sina slavvänner till makten under namnet Dareios III. Som perserna såg det hade Dareios kommit till makten därför att han hade visat prov på exceptionellt mod under en envig mot kadusierna. Dareios trontillträde omgavs av våldshändelser och osäkerheter kvarstod om hur det gick till. Briant berättar att Dareios III var en medlem av den ”kungliga stammen”, som framställdes som en elitkrigare och understöddes av en stor del av aristokratin och armén.
Trots att han tidigare hade varit satrap i Armenien hade Dareios III ingen erfarenhet av imperiet. Inte desto mindre visade han sitt mod under det första året av sin regeringstid genom att personligen tvinga Bagoas att svälja gift. År 334 f.Kr., just som Dareios hade lyckats att åter underkuva Egypten, anföll Alexander i Mindre Asien. Som svar på den makedoniska aggressionen mobiliserade satraperna i väster och gick inkräktaren till mötes. Dareios III och flera av hans satraper vädjade till grekiska legosoldater för att förstärka sina arméer. Det finns många frågor om de grekiska legosoldaternas roll i den persiska militärmaktens förfall enligt uppgifterna i olika källor. Den persiska armén led ett första nederlag i slaget vid Granikos mot makedonska trupper som var vana vid krig. Fler nederlag följde i slagen vid Issos (332 f.Kr.), Gaugamela och Babylon (331 f.Kr.). De befolkningar som erövrades av makedonierna tycktes tämligen lättade över att befrias från den persiska överhögheten, enligt olika författare. Alexander stötte ständigt längre fram och tågade därefter till Susa, som kapitulerade och överlämnade en stor skatt. Erövraren vände så österut i riktning mot Persepolis som gav sig i början av 330 f.Kr. Dareios fann då sin tillflykt i Ekbatana och samlade en armé omkring sig. Från Persepolis gick Alexander sedan mot Pasargad en bit längre norrut, där han behandlade Kyros II:s grav med respekt. Han ställde sedan kosan mot Ekbatana. På vägen gav sig Dareios III:s satraper till Alexander. Vid tiden för Dareios III:s flykt tycks satraperna närmast kungen ha organiserat en komplott. Dareios III mördades av flera av sina satraper, som gav sig till Alexander eller återvände till sin provins för att utropa sig till kung. På order av Alexander visades storkungens lik hedersbetygelser och skickades till Persepolis för att begravas.
Det akemenidiska riket avslutades med Dareios III:s död. Efter Alexanders erövring och regeringstid började seleukidernas era. Seleukiderdynastin stammade från en av Alexander den stores generaler.

### Släktträd över dynastins kungar
|  |  |                     |                     |                     |                     |                     |                     |                     |                     |                     |                     |                              |                              |                              |                              |                              |                              |                      |                   |                   |                   |                    |                    |                    |                    |                    |                    |  |  |                        |               |               |               |               |               |  |  |  |  |  |  |  |  |  |  |  |  |  |  |  |  |  |  |  |  |  |  |  |  |  |  |
|  |  |                     |                     |                     |                     |                     |                     |                     |                     |                     |                     | Achaimenes 688-675           |                              |                              |                              |                              |                              |                      |                   |                   |                   |                    |                    |                    |                    |                    |                    |  |  |                        |               |               |               |               |               |  |  |  |  |  |  |  |  |  |  |  |  |  |  |  |  |  |  |  |  |  |  |  |  |  |  |
|  |  |                     |                     |                     |                     |                     |                     |                     |                     |                     |                     |                              |                              |                              |                              |                              |                              |                      |                   |                   |                   |                    |                    |                    |                    |                    |                    |  |  |                        |               |               |               |               |               |  |  |  |  |  |  |  |  |  |  |  |  |  |  |  |  |  |  |  |  |  |  |  |  |  |  |
|  |  |                     |                     |                     |                     |                     |                     |                     |                     |                     |                     | Teispes 675-640              |                              |                              |                              |                              |                              |                      |                   |                   |                   |                    |                    |                    |                    |                    |                    |  |  |                        |               |               |               |               |               |  |  |  |  |  |  |  |  |  |  |  |  |  |  |  |  |  |  |  |  |  |  |  |  |  |  |
|  |  |                     |                     |                     |                     |                     |                     |                     |                     |                     |                     |                              |                              |                              |                              |                              |                              |                      |                   |                   |                   |                    |                    |                    |                    |                    |                    |  |  |                        |               |               |               |               |               |  |  |  |  |  |  |  |  |  |  |  |  |  |  |  |  |  |  |  |  |  |  |  |  |  |  |
|  |  |                     |                     |                     |                     |                     |                     |                     |                     |                     |                     |                              |                              |                              |                              |                              |                              |                      |                   |                   |                   |                    |                    |                    |                    |                    |                    |  |  |                        |               |               |               |               |               |  |  |  |  |  |  |  |  |  |  |  |  |  |  |  |  |  |  |  |  |  |  |  |  |  |  |
|  |  |                     |                     |                     |                     | Kyros I 640-600     | Kyros I 640-600     | Kyros I 640-600     | Kyros I 640-600     | Kyros I 640-600     | Kyros I 640-600     |                              |                              |                              |                              |                              |                              | Ariaramnes           | Ariaramnes        | Ariaramnes        | Ariaramnes        | Ariaramnes         | Ariaramnes         |                    |                    |                    |                    |  |  |                        |               |               |               |               |               |  |  |  |  |  |  |  |  |  |  |  |  |  |  |  |  |  |  |  |  |  |  |  |  |  |  |
|  |  |                     |                     |                     |                     | Kyros I 640-600     | Kyros I 640-600     | Kyros I 640-600     | Kyros I 640-600     | Kyros I 640-600     | Kyros I 640-600     |                              |                              |                              |                              |                              |                              | Ariaramnes           | Ariaramnes        | Ariaramnes        | Ariaramnes        | Ariaramnes         | Ariaramnes         |                    |                    |                    |                    |  |  |                        |               |               |               |               |               |  |  |  |  |  |  |  |  |  |  |  |  |  |  |  |  |  |  |  |  |  |  |  |  |  |  |
|  |  |                     |                     |                     |                     | Kambyses I 600-559  | Kambyses I 600-559  | Kambyses I 600-559  | Kambyses I 600-559  | Kambyses I 600-559  | Kambyses I 600-559  |                              |                              |                              |                              |                              |                              | Arsames              | Arsames           | Arsames           | Arsames           | Arsames            | Arsames            |                    |                    |                    |                    |  |  |                        |               |               |               |               |               |  |  |  |  |  |  |  |  |  |  |  |  |  |  |  |  |  |  |  |  |  |  |  |  |  |  |
|  |  |                     |                     |                     |                     | Kambyses I 600-559  | Kambyses I 600-559  | Kambyses I 600-559  | Kambyses I 600-559  | Kambyses I 600-559  | Kambyses I 600-559  |                              |                              |                              |                              |                              |                              | Arsames              | Arsames           | Arsames           | Arsames           | Arsames            | Arsames            |                    |                    |                    |                    |  |  |                        |               |               |               |               |               |  |  |  |  |  |  |  |  |  |  |  |  |  |  |  |  |  |  |  |  |  |  |  |  |  |  |
|  |  |                     |                     |                     |                     | Kyros II ca.559-529 | Kyros II ca.559-529 | Kyros II ca.559-529 | Kyros II ca.559-529 | Kyros II ca.559-529 | Kyros II ca.559-529 |                              |                              |                              |                              |                              |                              | Hystaspes            | Hystaspes         | Hystaspes         | Hystaspes         | Hystaspes          | Hystaspes          |                    |                    |                    |                    |  |  |                        |               |               |               |               |               |  |  |  |  |  |  |  |  |  |  |  |  |  |  |  |  |  |  |  |  |  |  |  |  |  |  |
|  |  |                     |                     |                     |                     | Kyros II ca.559-529 | Kyros II ca.559-529 | Kyros II ca.559-529 | Kyros II ca.559-529 | Kyros II ca.559-529 | Kyros II ca.559-529 |                              |                              |                              |                              |                              |                              | Hystaspes            | Hystaspes         | Hystaspes         | Hystaspes         | Hystaspes          | Hystaspes          |                    |                    |                    |                    |  |  |                        |               |               |               |               |               |  |  |  |  |  |  |  |  |  |  |  |  |  |  |  |  |  |  |  |  |  |  |  |  |  |  |
|  |  |                     |                     |                     |                     |                     |                     |                     |                     |                     |                     |                              |                              |                              |                              |                              |                              |                      |                   |                   |                   |                    |                    |                    |                    |                    |                    |  |  |                        |               |               |               |               |               |  |  |  |  |  |  |  |  |  |  |  |  |  |  |  |  |  |  |  |  |  |  |  |  |  |  |
|  |  | Kambyses II 529-522 | Kambyses II 529-522 | Kambyses II 529-522 | Kambyses II 529-522 | Kambyses II 529-522 | Kambyses II 529-522 |                     |                     | Smerdis             | Smerdis             | Smerdis                      | Smerdis                      | Smerdis                      | Smerdis                      |                              |                              | Dareios I 522-485    | Dareios I 522-485 | Dareios I 522-485 | Dareios I 522-485 | Dareios I 522-485  | Dareios I 522-485  |                    |                    |                    |                    |  |  |                        |               |               |               |               |               |  |  |  |  |  |  |  |  |  |  |  |  |  |  |  |  |  |  |  |  |  |  |  |  |  |  |
|  |  | Kambyses II 529-522 | Kambyses II 529-522 | Kambyses II 529-522 | Kambyses II 529-522 | Kambyses II 529-522 | Kambyses II 529-522 |                     |                     | Smerdis             | Smerdis             | Smerdis                      | Smerdis                      | Smerdis                      | Smerdis                      |                              |                              | Dareios I 522-485    | Dareios I 522-485 | Dareios I 522-485 | Dareios I 522-485 | Dareios I 522-485  | Dareios I 522-485  |                    |                    |                    |                    |  |  |                        |               |               |               |               |               |  |  |  |  |  |  |  |  |  |  |  |  |  |  |  |  |  |  |  |  |  |  |  |  |  |  |
|  |  |                     |                     |                     |                     |                     |                     |                     |                     |                     |                     |                              |                              |                              |                              |                              |                              | Xerxes I 485-464     |                   |                   |                   |                    |                    |                    |                    |                    |                    |  |  |                        |               |               |               |               |               |  |  |  |  |  |  |  |  |  |  |  |  |  |  |  |  |  |  |  |  |  |  |  |  |  |  |
|  |  |                     |                     |                     |                     |                     |                     |                     |                     |                     |                     |                              |                              |                              |                              |                              |                              |                      |                   |                   |                   |                    |                    |                    |                    |                    |                    |  |  |                        |               |               |               |               |               |  |  |  |  |  |  |  |  |  |  |  |  |  |  |  |  |  |  |  |  |  |  |  |  |  |  |
|  |  |                     |                     |                     |                     |                     |                     |                     |                     |                     |                     |                              |                              |                              |                              |                              |                              | Artaxerxes I 464-424 |                   |                   |                   |                    |                    |                    |                    |                    |                    |  |  |                        |               |               |               |               |               |  |  |  |  |  |  |  |  |  |  |  |  |  |  |  |  |  |  |  |  |  |  |  |  |  |  |
|  |  |                     |                     |                     |                     |                     |                     |                     |                     |                     |                     |                              |                              |                              |                              |                              |                              |                      |                   |                   |                   |                    |                    |                    |                    |                    |                    |  |  |                        |               |               |               |               |               |  |  |  |  |  |  |  |  |  |  |  |  |  |  |  |  |  |  |  |  |  |  |  |  |  |  |
|  |  |                     |                     |                     |                     |                     |                     |                     |                     |                     |                     |                              |                              |                              |                              |                              |                              |                      |                   |                   |                   |                    |                    |                    |                    |                    |                    |  |  |                        |               |               |               |               |               |  |  |  |  |  |  |  |  |  |  |  |  |  |  |  |  |  |  |  |  |  |  |  |  |  |  |
|  |  |                     |                     |                     |                     |                     |                     |                     |                     |                     |                     | Xerxes II 424-423            | Xerxes II 424-423            | Xerxes II 424-423            | Xerxes II 424-423            | Xerxes II 424-423            | Xerxes II 424-423            |                      |                   |                   |                   | Dareios II 423-404 | Dareios II 423-404 | Dareios II 423-404 | Dareios II 423-404 | Dareios II 423-404 | Dareios II 423-404 |  |  |                        |               |               |               |               |               |  |  |  |  |  |  |  |  |  |  |  |  |  |  |  |  |  |  |  |  |  |  |  |  |  |  |
|  |  |                     |                     |                     |                     |                     |                     |                     |                     |                     |                     | Xerxes II 424-423            | Xerxes II 424-423            | Xerxes II 424-423            | Xerxes II 424-423            | Xerxes II 424-423            | Xerxes II 424-423            |                      |                   |                   |                   | Dareios II 423-404 | Dareios II 423-404 | Dareios II 423-404 | Dareios II 423-404 | Dareios II 423-404 | Dareios II 423-404 |  |  |                        |               |               |               |               |               |  |  |  |  |  |  |  |  |  |  |  |  |  |  |  |  |  |  |  |  |  |  |  |  |  |  |
|  |  |                     |                     |                     |                     |                     |                     |                     |                     |                     |                     |                              |                              |                              |                              |                              |                              |                      |                   |                   |                   |                    |                    |                    |                    |                    |                    |  |  |                        |               |               |               |               |               |  |  |  |  |  |  |  |  |  |  |  |  |  |  |  |  |  |  |  |  |  |  |  |  |  |  |
|  |  |                     |                     |                     |                     |                     |                     |                     |                     |                     |                     | Artaxerxes II 404-ca.359     | Artaxerxes II 404-ca.359     | Artaxerxes II 404-ca.359     | Artaxerxes II 404-ca.359     | Artaxerxes II 404-ca.359     | Artaxerxes II 404-ca.359     |                      |                   |                   |                   | Kyros d.y.         | Kyros d.y.         | Kyros d.y.         | Kyros d.y.         | Kyros d.y.         | Kyros d.y.         |  |  | Ostanes                | Ostanes       | Ostanes       | Ostanes       | Ostanes       | Ostanes       |  |  |  |  |  |  |  |  |  |  |  |  |  |  |  |  |  |  |  |  |  |  |  |  |  |  |
|  |  |                     |                     |                     |                     |                     |                     |                     |                     |                     |                     | Artaxerxes II 404-ca.359     | Artaxerxes II 404-ca.359     | Artaxerxes II 404-ca.359     | Artaxerxes II 404-ca.359     | Artaxerxes II 404-ca.359     | Artaxerxes II 404-ca.359     |                      |                   |                   |                   | Kyros d.y.         | Kyros d.y.         | Kyros d.y.         | Kyros d.y.         | Kyros d.y.         | Kyros d.y.         |  |  | Ostanes                | Ostanes       | Ostanes       | Ostanes       | Ostanes       | Ostanes       |  |  |  |  |  |  |  |  |  |  |  |  |  |  |  |  |  |  |  |  |  |  |  |  |  |  |
|  |  |                     |                     |                     |                     |                     |                     |                     |                     |                     |                     | Artaxerxes III ca.359-ca.337 | Artaxerxes III ca.359-ca.337 | Artaxerxes III ca.359-ca.337 | Artaxerxes III ca.359-ca.337 | Artaxerxes III ca.359-ca.337 | Artaxerxes III ca.359-ca.337 |                      |                   |                   |                   |                    |                    |                    |                    |                    |                    |  |  | Arses 338-336          | Arses 338-336 | Arses 338-336 | Arses 338-336 | Arses 338-336 | Arses 338-336 |  |  |  |  |  |  |  |  |  |  |  |  |  |  |  |  |  |  |  |  |  |  |  |  |  |  |
|  |  |                     |                     |                     |                     |                     |                     |                     |                     |                     |                     | Artaxerxes III ca.359-ca.337 | Artaxerxes III ca.359-ca.337 | Artaxerxes III ca.359-ca.337 | Artaxerxes III ca.359-ca.337 | Artaxerxes III ca.359-ca.337 | Artaxerxes III ca.359-ca.337 |                      |                   |                   |                   |                    |                    |                    |                    |                    |                    |  |  | Arses 338-336          | Arses 338-336 | Arses 338-336 | Arses 338-336 | Arses 338-336 | Arses 338-336 |  |  |  |  |  |  |  |  |  |  |  |  |  |  |  |  |  |  |  |  |  |  |  |  |  |  |
|  |  |                     |                     |                     |                     |                     |                     |                     |                     |                     |                     |                              |                              |                              |                              |                              |                              |                      |                   |                   |                   |                    |                    |                    |                    |                    |                    |  |  | Dareios III ca.337-330 |               |               |               |               |               |  |  |  |  |  |  |  |  |  |  |  |  |  |  |  |  |  |  |  |  |  |  |  |  |  |  |

Källor:

*Nationalencyklopedin, Akemeniderna, läst 2007-12-15

*Franska Wikipedias artikel Achéménides, läst 2007-12-21

## Politik och administration

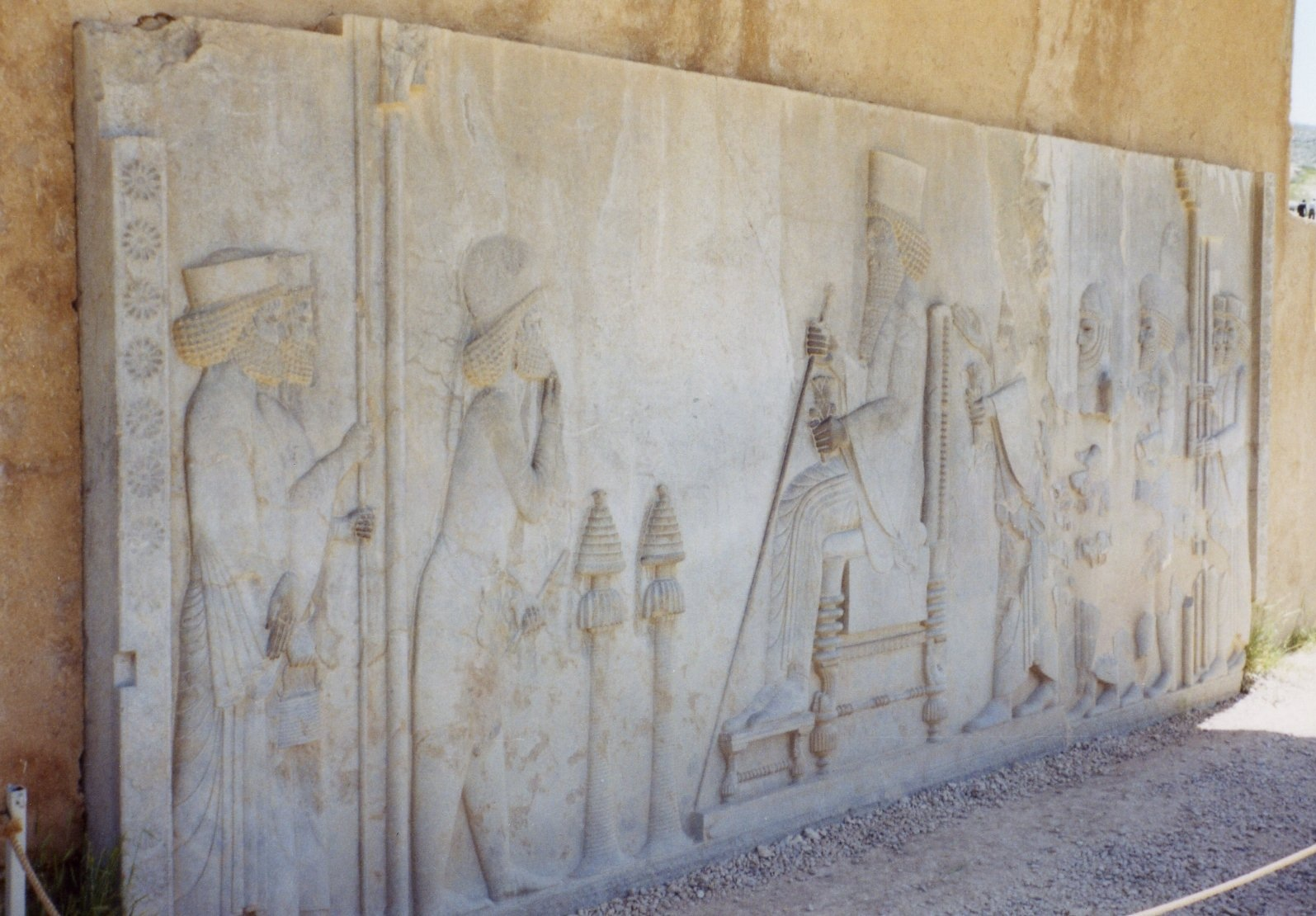
Tronreliefen i Persepolis. Dareios den store ger audiens, reproduktion).

Det akemenidiska perserriket var en hierarkisk multinationell stat dominerad av perserna som i mycket stor utsträckning innehade de civila och militära posterna av betydelse. Staten var indelad i provinser, som kallades ”länder” av perserna och "satrapier" av grekerna. Satrapierna hade mycket olika storlek till ytan och deras organisation återupptog de tidigare befintliga strukturerna, och lät de gamla lokala makthavarnas (furstar, dynaster) domäner delvis finnas kvar.
Som ett arv från den indoiranska perioden var imperiets samhälle feodalt grundat på en personlig lojalitet mellan kungen och var och en av hans undersåtar. I kungens omedelbara omgivning fanns adeln som utgjorde hovet. Rikets makthavare, som kunde vara administrativa eller militära, kallades "vasaller" eller "följare". 
Deras lojalitet belönades generöst av kungen, och deras illojalitet bestraffades mycket strängt. Hela samhället var underställt kungen, som själv var underställd Ahura Mazda. Det har inte kunnat bevisas om det fanns institutionaliserade klasser eller kastväsen. Kungens persiska, och mer allmänt ariska (i betydelsen iransk) karaktär, från hans härstamning och hans gud (Ahura Mazda, som också kallades ”Ariernas Gud” på Behistuninskriften) understryks regelbundet av de olika kungarna.
Akemenidernas styre verkar ha varit ganska liberalt, och beviljade stor autonomi till folken i riket. Enandet av folken skedde på det administrativa planet, utan någon avsikt att bygga upp en kulturell enhet. Varje folk hade möjlighet att behålla sin klädsel, sina organisationsformer, sitt språk och sin religion, så länge som administrationen kvarstod under persisk kontroll. Det gemensamma arbetet som utfördes av många folk i rikets stora städer (som i Susa eller i Persepolis under stora arbeten) betydde mycket för ömsesidig tolerans och assimilation mellan folken.

### Regering och administrativa centrum

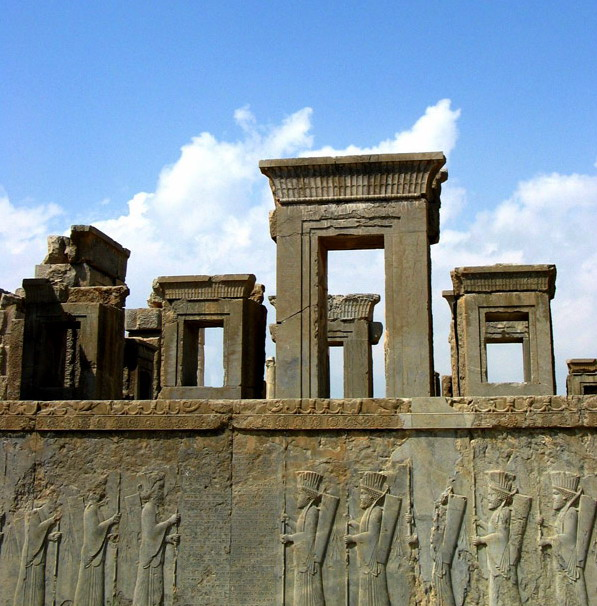
Ruiner av akemenidernas palats i Persepolis.

Det administrativa centrumet i riket var det kungliga palatset, där administrationen var organiserad efter den babyloniska modellen. Förvaltningen sköttes på ett mycket precist sätt, både vid hovet och i de andra administrativa myndigheterna. Diplomatins språk och kommunikationsspråket var arameiskan, som senare användes i hela riket från och med Dareios (se nedan). Vid Kyros tid var statens säte beläget i Ekbatana. Susa blev rikets administrativa huvudstad förmodligen från och med Dareios tid. De grekiska författarna berättar att de akemenidiska kungarna flyttade sin huvudstad efter årstiden: på vintern var kungarna i Susa, på sommaren i Ekbatana, på hösten i Persepolis och resten av året i Babylon. Samtidigt fungerade Pasargadae och Persepolis inte riktigt som administrativa säten, utan snarare som högtidsstäder.

### Satrapier
Från och med Kyros tid var riket organiserat i satrapier. De lokala myndigheter som delvis fanns kvar behöll makten över sina områden.
Den ideologiska strategi som utvecklades av Kyros och Kambyses, och fortsattes av deras efterföljare, syftade till att grunda väldet på en ideologi som vädjade till samarbete med de lokala maktstrukturerna. Erövrarna sökte på så sätt framstå som bättre beskyddare av de lokala traditionerna och helgedomarna än de störtade makthavarna hade varit. De lokala eliterna blev på så sätt anknutna till det nya imperiets utveckling.
Satrapierna styrdes av satraper, som utnämndes av kungen på obegränsad tid. Som deras titel betyder var satraperna "beskyddare av riket" och inte underordnade kungar. Samtidigt var de direkt ansvariga gentemot kungen i att företräda honom i provinserna. Deras befogenheter var omfattande: de ansvarade för att samla in tribut och skatter, för rättsväsendet och övervakningen av ekonomin i provinsen. De hade också befogenhet att förhandla med grannstater och att föra krig. Satraperna valdes i allmänhet bland den persiska och mediska adeln, till och med bland kungliga prinsar. Hystapes, Dareios far, var satrap av Parthien och Masistes, Xerxes bror, var satrap av Baktrien. Satraperna själva undergick inspektioner av kungliga inspektörer, som kallades "kungens ögon och öron". Dessa inspektörer reste i hela imperiet, åtföljda av tillräckliga trupper i händelse av en nödvändig omedelbar aktion. De gjorde oanmälda besök för att inspektera administrationen hos satraperna eller andra medlemmar av den kungliga administrationen och rapporterade det som de såg direkt till kungen. Satrapernas makt var jämförbar med en kungs, men utövades på en mindre skala. Samtidigt noteras att vissa satraper visade prov på olydnad mot kungamakten och betedde sig som verkliga kungar. Med tidens gång övergick i praktiken makten i akemeniderriket mer och mer till satraperna.

### Dareios reformer

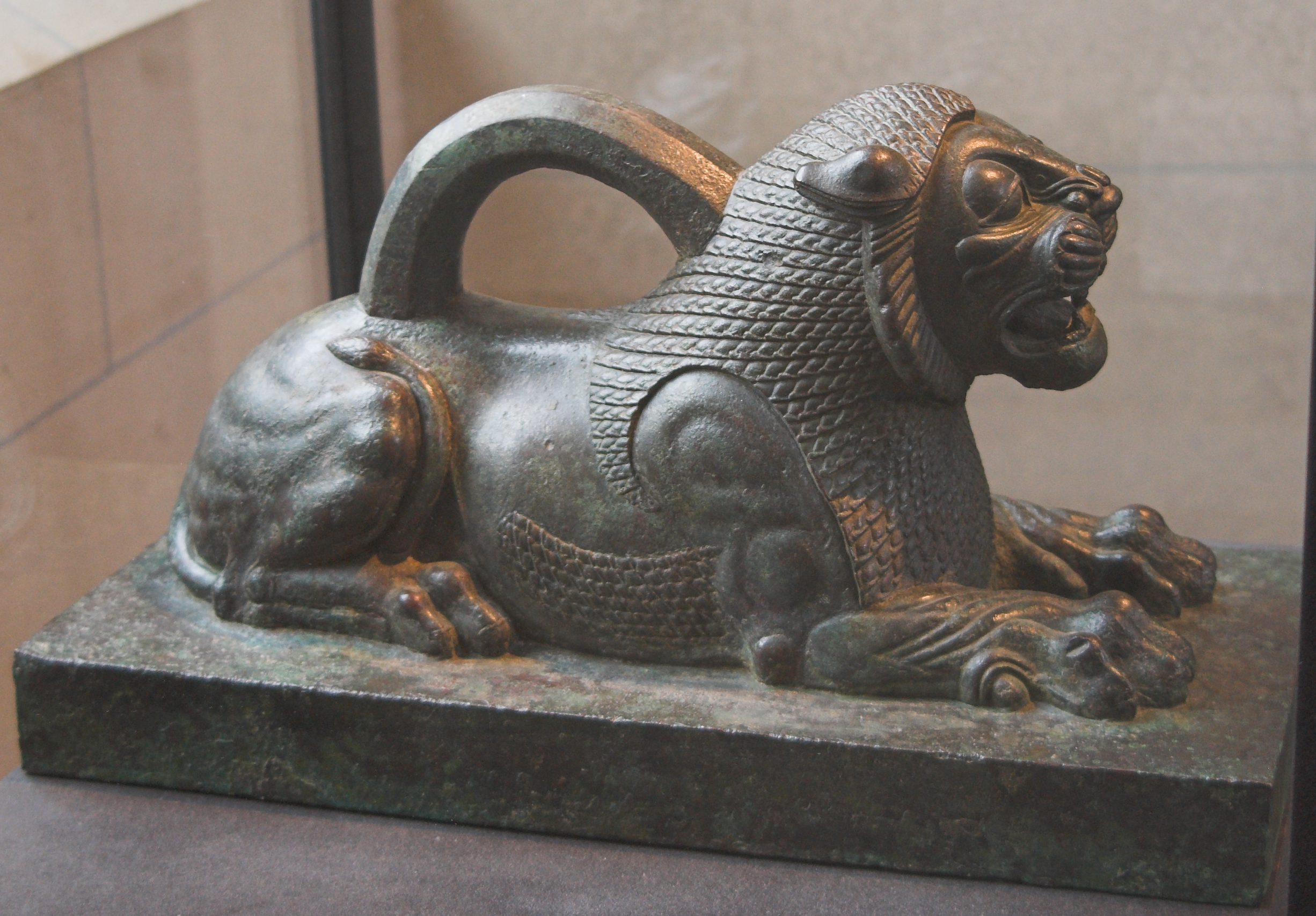
Tyngd i brons i form av ett lejon, hittad i akropolen i Susa.
bevarad i Louvren

Under sin regeringstid reformerade Dareios rikets organisation. Han antog ett nytt administrationssätt och övergav det lokala styret. Länderna var tvungna att betala tribut (se nedan) och lyda kungens lag. Endast perserna var undantagna tributplikt och styrdes inte av en satrap utan av kungen själv.
Dareios reformer möjliggjorde en omorganisering av provinsadministrationen. I början av Dareios regeringstid anges indelningen av riket i satrapier av Behistuninskriften, där 23 länder uppräknas: Persien, Elam, Babylonien, Assyrien, Arabien, Egypten, sjöfolken, Lydien, Jonien, Medien, Armenien, Kappadokien, Parthien, Drangiana, Arien, Chorasmien, Baktriana, Sogdiana, Gandara, Skytien, Sattagydien, Arachosien och Maka. Samtidigt skedde förändringar under Dareios regering eftersom nya namn framträdde: Saggartien, Indien, Thrakien, Libyen och Karien. Anledningarna till gränsändringarna och ändringarna av satrapiindelningarna är okända. Man kan anta att antalet tenderade att växa med tiden, med syftet att göra satrapierna mindre och därmed lättare att kontrollera.
Bland de andra reformer som genomfördes under Dareios regeringstid märks standardisering av mått och vikter, införande av en gemensam valuta för imperiet, bildandet av ett juridiskt system och upprättande av en ny huvudstad i Persepolis, där vasallstaterna erbjöd årliga tributer med anledning av Nouruz, den traditionella iranska högtiden vid vårdagjämningen.

### Lagar och rättsväsen
Kyros II och Dareios I införde varsitt antal nya lagar. Dessa, särskilt civillagen, baserades på den gamla persiska lagen, starkt influerad av de i andra kungariken i antikens Mellanöstern. Olyckligtvis har ingen lagkodex överlevt, förutom Kyros cylinder som dessutom egentligen inte är en sådan. Detta dokument, som ibland anses som den första kända texten som behandlar mänskliga rättigheter, uttrycker en altruistisk samhällsvision:
- Texten fastslår undersåtarnas samtycke till överhögheten, och fredlig lösning av konflikter.
- Den förbjuder slaveri och tvångsarbete, erkänner rätten till lön, rätten till arbete och till egendom.
- Den garanterar religionsfrihet och frihet att konvertera, fri rörlighet och respekt för traditioner och seder.
- Den inför principen om individuellt ansvar för felaktigt handlande.
- Den hävdar respekt för de utfärdade rättigheterna, kamp mot förtryck och bekräftar rätten till livet.

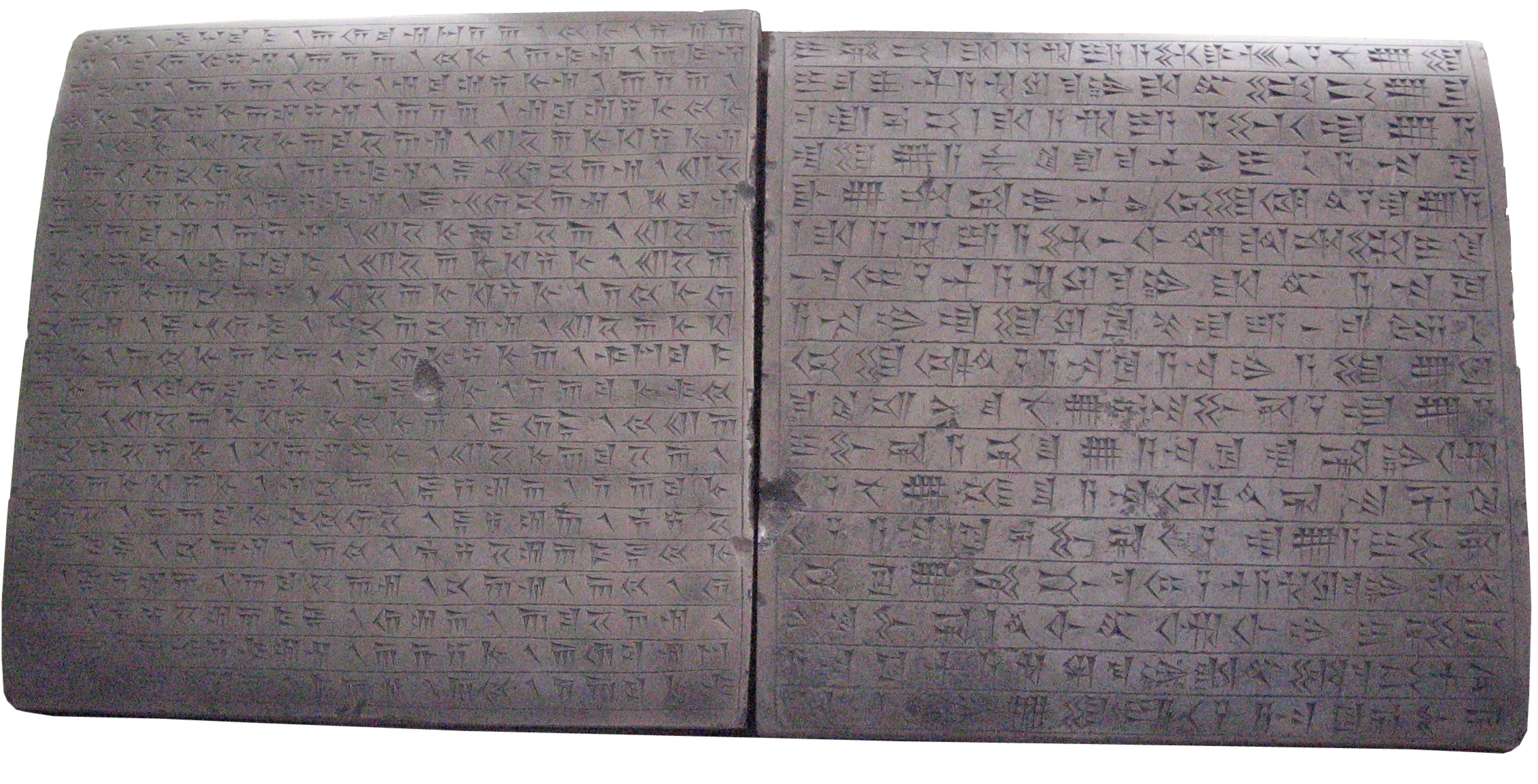
Inskrift om kung Xerxes I:s succession, upphittad i Persepolis.
bevarad i Irans nationalmuseum.

Även om de akemenidiska kungarna alla var lagstiftare urskilde sig Dareios särskilt genom vidden av hans reform av rättsväsendet. Omorganisationen av imperiet förutsatte viktiga reformer av lagarna, som var väsentliga delar av den allmänna ordningen. Alla de inskrifter som efterlämnats av Dareios understryker sålunda hans roll som lagstiftare, och kopplar kungens lag till guds lag. Den kungliga lagstiftaren tillmäter samtidigt en viss betydelse till lokala lagar och seder, som visas av exemplet att Dareios lät sammanställa den egyptiska lagen och gav den giltighet. Bibeln nämner skrivaren Esras ansträngningar för att kodifiera den mosaiska lagen för den judiska gemenskapen som återvände från sin exil. Denna kodifiering genomfördes under Artaxerxes I.
Den rättsliga makten försäkrades av kungen och av "kungliga domare".
 Dessa kungliga domare var perser, och utnämndes på livstid av kungen, varigenom principen om absolut makt alltså inte kunde bli återkallad i rättssak. Dessa domares roll var att skipa rättvisa och att tolka de gamla lagarna. Herodotos skildrar de principer som de alltid måste följa: noggrann undersökning av fakta, sedan undersökning av brottet med hänsyn till den anklagades tidigare handlingar (denna typ av dom kan jämföras med den zoroastriska tanken på dom före döden).
Akemeniderna tillmätte rättvisan stor betydelse. De grekiska författarna berättar om att korrumperade domare avrättades. Bestraffningarna och domarna var grymma, liksom alla de som utfärdades i Mellanöstern vid denna tid (avrättning, korsfästelse, spetsning på påle, stympning, landsförvisning med mera.)

## Ekonomi

### Myntsystem

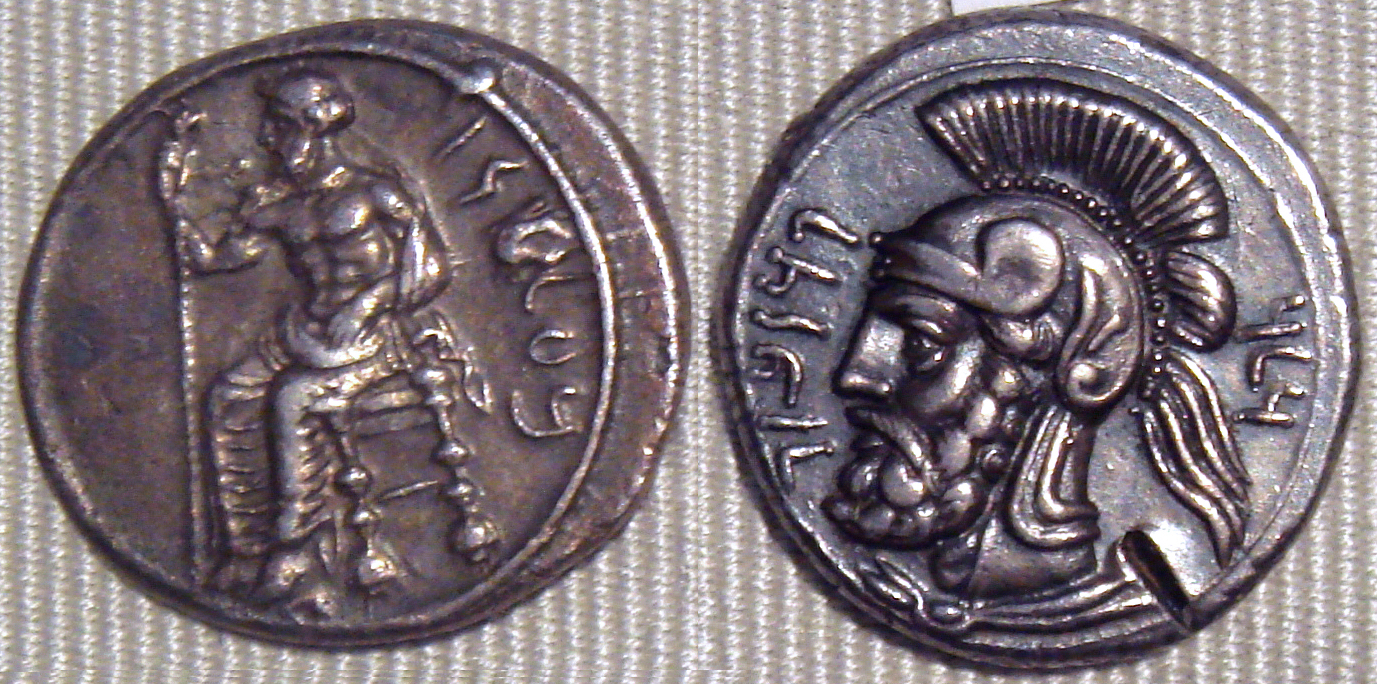
Dubbel sikel av Farnabazos, satrap i Tarsos i Kilikien. Silver, 380 – 375 f.Kr.
förvaras i myntkabinettet i Bibliothèque nationale de France.

Dareios I tycks vara den förste akemeniderkungen som präglade mynt. Mynten, som bar en avbildning av en kung i krigisk pose, hade dock mer en ideologisk än en ekonomisk funktion. Utväxling skedde även i massivt silver. Dareios arbetade sedan för att införa ett viktmått i hela akemeniderriket, vilket i första hand skulle försäkra rättvisa i uppvägning av tributer. Enandet av valutasystemet gjorde det möjligt att lättare bedriva handel och bankverksamhet.
Den nya myntstandarden var "dareiken" (dareikos på grekiska), som utfördes i mycket rent guld (23,25 karat) och vägde ungefär 8,34 gram. 3000 dareiker utgjorde en talent, som var den största vikt- och myntenheten. Prägling av guldstycken var ett kungligt privilegium. Det fanns också mynt av silver (rent till 90 %), kallade shekler eller sikler (síglos på grekiska), som vägde ungefär 5,56 gram. Tjugo shekler hade samma värde som en dareik. Mynt av silver och koppar kunde emellanåt präglas av satraperna.
Övergången till detta myntsystem är också belagt genom tavlor som har hittats i Persepolis. Under de första åren av Dareios regeringstid betalades lönerna in natura. Under de följande årtiondena ökade betalningen i mynt kraftigt, så att myntsystemet var fullständigt etablerat vid slutet av Xerxes I:s regeringstid. Samtidigt förblev handeln med andra länder baserad på utbyte in natura. Den persiska valutan spelade en roll framför allt i handeln med de grekiska provinserna.
Denna betalningsreform förblev dock endast partiell, då de akemenidiska kungarna föredrog att samla sina värdesaker i "kungliga skattkammare", så att större delen av de dyrbara metallerna aldrig omvandlades till mynt.

### Skatter och tributer

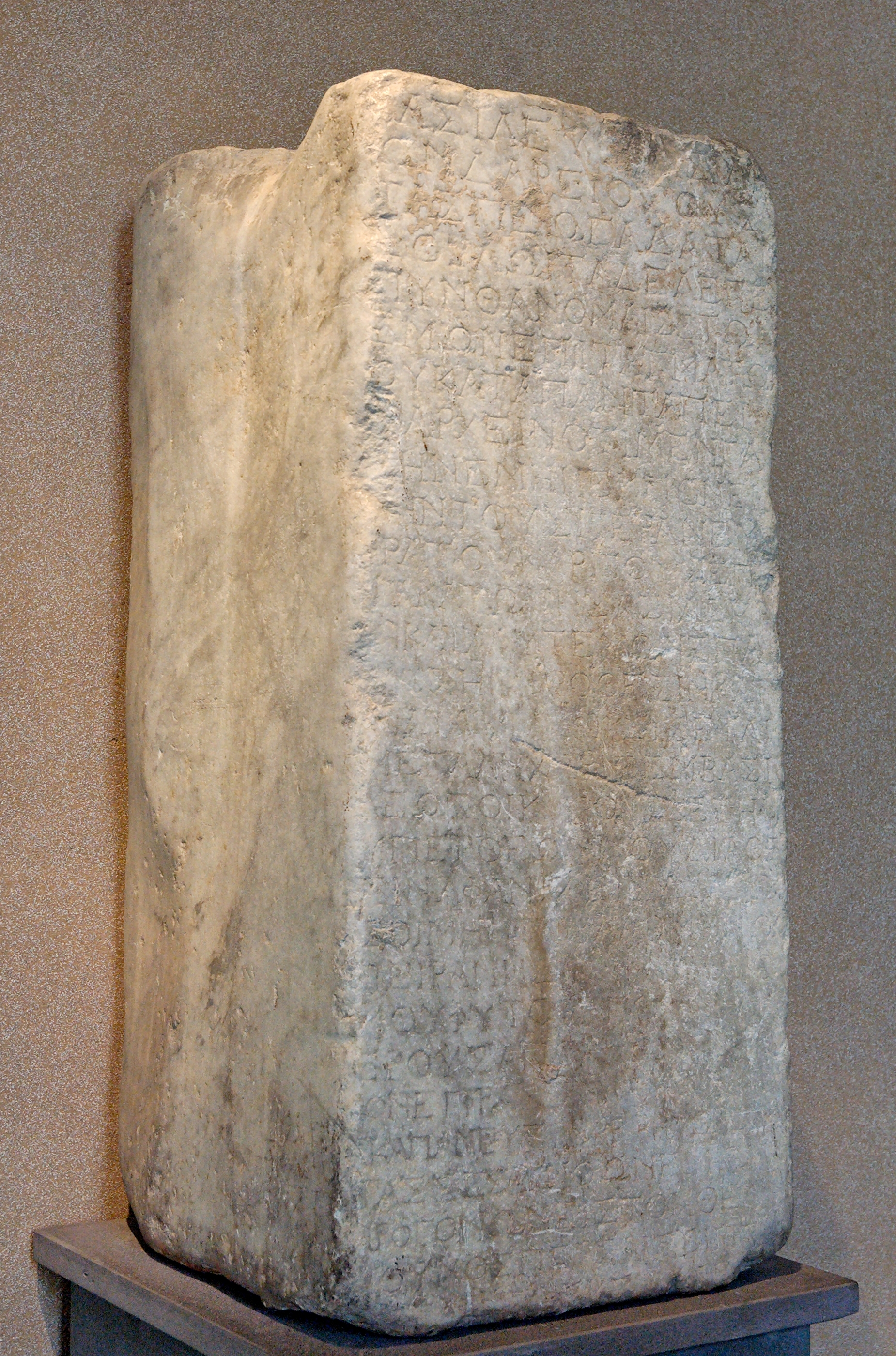
Brev från Dareios I till Gadatas, satrap i Jonien, om hans förvaltning av ett paradis (kunglig trädgård).
Förvaras i Louvren.

Under Kyros och Kambyses regeringar mottog de persiska kungarna gåvor från de erövrade länderna. Från och med Dareios regeringstid måste alla skattedistrikt (vilka ungefär motsvarade satrapierna) betala en fast tribut, vars belopp var fastställt i vikt i guld och silver, med tillägg av naturtillgångar efter distriktets ekonomiska resurser (trä, hästar, spannmål etc.). Att denna skatt infördes förklaras av det faktum att för att leda sin reform av imperiet till ett gott resultat behövde Dareios få inkomster till administrationen finansierade med en ny ekonomisk bas. För detta skapade han och pålade en fast tribut på varje erövrat land (med undantag av Fars, persernas ursprungsområde). Det handlade om att indriva tillräckliga summor för att kunna finansiera statens och kungens utgifter: betalning av kungliga tjänare och ämbetsmän och finansiering av allmänna arbeten eller ståt (byggande av palats, vägar och kanaler till exempel).
För att motbalansera den relativa lokala självständighet som gavs till provinserna genom systemet med satrapier genomfors riket av de kungliga inspektörerna. De kallades "kungens ögon och öron" och gjorde så att rapporter om de lokala angelägenheterna kom kungen tillhanda. Detaljerad statistik om tributerna ges av Herodotos (3.90-95). Varje distrikts tributer uträknades med stor exakthet, men de förändrades inte. Efterhand som den ekonomiska situationen försämrades blev vikten av tributen mer och mer betungande för distrikten.
Dessa tributer verkar ha utgjort imperiets viktigaste inkomstkälla. Det guld och silver som insamlades fördes samman i de kungliga skattkamrarna (ganza på fornpersiska) i Susa, Ekbatana och Persepolis. Förvaltningen av skattkamrarna producerade inventarier och räkenskaper, som nedtecknades på många tavlor på elamitiska. Genom att undersöka dessa kan man återskapa skattefunktionärernas verksamhet. Tavlorna nämner också andra inkomstkällor, som utgjordes av handelsskatter och tulltaxor som indrevs på de kungliga vägarna eller vid stadsportar. Inga detaljer om dessa är dock kända idag.

### Handel och kommunikationer
Den internationella handeln upplevde en kraftig utveckling under loppet av den akemenidiska perioden. Detta berodde i synnerhet på införandet av myntsystemet och ett enhetligt vikt- och måttsystem som underlättade betalningar.
Imperiets stora yta gjorde det också nödvändigt att utveckla handelsvägar. Imperiets administration behövde alltså underlätta transport av varor över de enorma avstånd som skilde de olika delarna av riket åt. Dareios I förordnade byggandet av vägar för att göra resan snabbare för handelskaravaner, trupper och kungliga inspektörer. De tjugo satrapierna var sammankopplade genom ett vägnät som förband Susa och Babylon med provinshuvudstäderna. Den mest imponerande delen av detta nät är Persiska kungsvägen, som sträcker sig över 2500 kilometer mellan Susa och Sardes, och som byggdes på befallning av Dareios I. Denna väg hade 111 hållplatser (grekiska stathmoi), och växlingsplatser för kurirer till häst gjorde det möjligt att nå de mest avlägsna territorierna på femton dagar. Dessa vägar övervakades av patruller, som de grekiska författarna berättar om.
Dessutom underlättades handeln till sjöss av att den antika Suezkanalen, som förbinder Medelhavet med Röda havet, gjordes färdig. Kanalen planerades av faraonen Necho II och fullbordades av Dareios I.
Förutom att rikets handelsvägar sammanfördes planerades också nya handelsvägar. Dareios finansierade också expeditioner, exempelvis den som genomfördes av Skylax från Karyanda, som upptäckte Indus mynning när han följde kustvägen efter Persiska viken.

### Jordbruk och bevattning

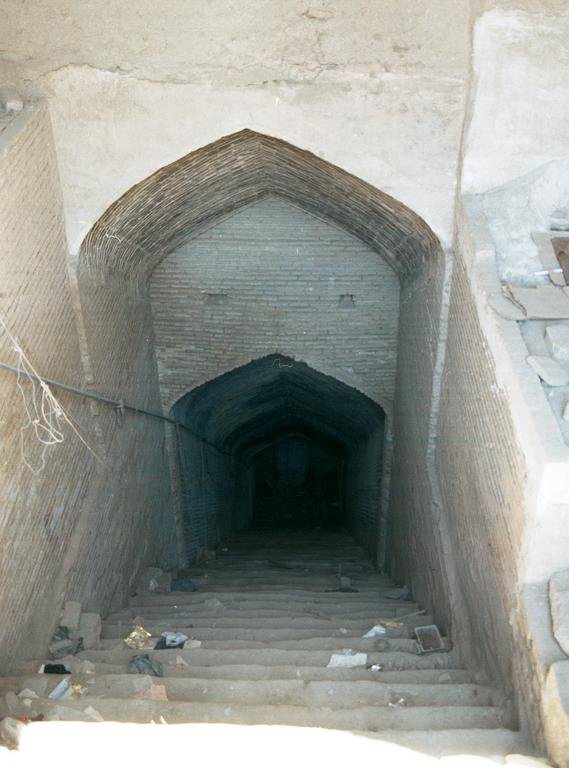
Ingång till en qanat i Kashan, provinsen Isfahan.

Den akemenidiska epoken medförde viktiga förändringar i jordbruket, en av stöttepelarna för rikets ekonomiska liv. Förbättringen av bevattningen är nämnvärd, särskilt i områden som har ont om vatten, som Egypten, Babylonien, Iran och Centralasien. Det bevattningssystem som kallas qanat, vilket än idag förser områden i Iran och Afghanistan med vatten, utvecklades i synnerhet under denna epok. Det var kungen själv som lät uppföra de underjordiska bevattningskanalerna, och som hyrde ut dem eller gav nyttjanderätt till dem under fem generationer till den familj som deltog i uppförandet.
De viktigaste jordägarna var kungen, adelsfamiljerna (mestadels iranier), templen och de stora företagarna. Dessa stora egendomar som sedan skulle ge upphov till persiska trädgårdar bestod av odlad jordbruksmark, samt jaktreservat eller botaniska reservat som grekerna kallade paradeisoi (vilket har givit ordet paradis).
Det ekonomiska läget, som varierade mycket mellan olika provinser, försämrades från och med 300-talet f.Kr. Skatterna blev mer och mer betungande och tryckte ned den lokala ekonomin, som också drabbades av att guld lagrades och av att pengar betalades till legosoldaterna. Den kungliga administrationen misslyckades med att upprätthålla tillfredsställande ekonomiska villkor i riket.

## Armén

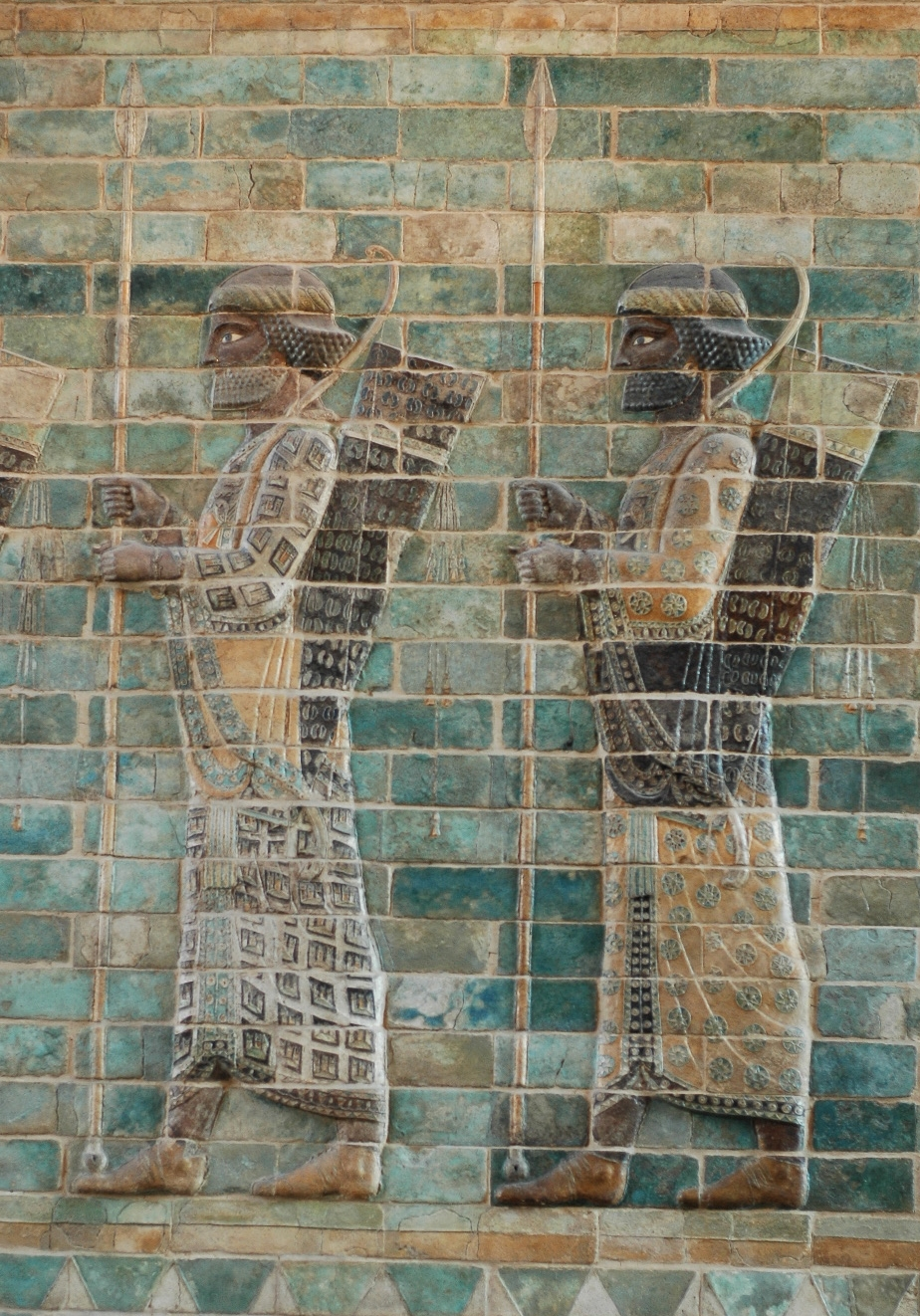
Lansiär, detalj från bågskyttfrisen i Dareios palats i Susa. Glaserade kiseltegelstenar, omkring 510 f.Kr., förvarad i Louvren.

Vid Kyros II:s tid var alla persiska män tvungna att strida för kungen. Förutom dess militära strategiska betydelse spelade rikets armé även en viktig politisk roll, genom att säkra upprätthållandet av den politiska unionen av alla de territorier som förenats under akemenidernas ledning. Dess elit utgjordes av kåren av 10 000 odödliga, ur vilka kungapalatsens vakter hämtades. Befälhavaren för livvakten, kallad hazāparati i egenskap av "andra efter kungen", skötte även befälet över hela den kejserliga armén.[källa behövs] Lantarmén var indelad mellan infanterister och kavallerister, vilka alla rekryterades bland adeln. I inskrifterna kallas denna armé kāra.
Armédivisionerna brukade diverse fanor som fälttecken, men kungens standar var en gyllene örn med utsträckta vingar och bars på ett spjut.
Armén hade permanenta garnisoner i hela imperiet, vilka kommenderades av persiska officerare. Garnisonerna var placerade på strategiska punkter: i fort belägna på rikets stora vägar, vid gränserna, eller till och med i militära kolonier (som i Elefantine vid den egyptisk-nubiska gränsen). Dessa garnisoner var sammansatta av perser, meder, greker, korasmer, och dessutom särskilt av judar.
Satraperna var ålagda proviantering, underhåll och finansiering av de militära styrkorna på deras administrativa område, men de hade inte ansvar för det militära befälet över dem. Detta sköttes av en särskild hierarki och var underställt kungamakten.
Den stående armén bestod huvudsakligen av perser, meder och närbesläktade folkgrupper som saker, baktrier och hyrkanier. Mederna bidrog med fler soldater än något annat folk och många generaler var också meder.
I krigstid utökades denna yrkesarmé med trupper som togs ut från de olika folken i riket.[källa behövs] Denna "reservarmé" var indelad i nationella enheter och utrustad efter deras nationella traditioner. Om man tror Herodotos berättelse, som beskriver de besiktningar av armén som genomfördes av Xerxes I i Thrakien eller i närheten av Hellesponten, var imperiets armé mycket heterogen och brokig. Armén bestod av 67 etniska kontingenter som utgick från rikets olika folkgrupper. Dessa kontingenter som kommenderades av högättade perser sönderföll i tre kategorier: infanteri, kavalleri och flotta. Infanteri och kavalleri inbegrep varsin kontingent bågskyttar.
De kläder och utrustningar som bars av soldaterna i de kontingenter som beskrivs av Herodotos var extremt olika, beroende på de olika folk som ingick. De uppvisar en betydande mångfald :
- Rustning av järnfjäll (perser), bröstharnesk av linne (assyrier, fenikier)
- Skinnkläder (etiopier, lykier, utier), mössor av rävskinn och stövlar av hjortskinn (thraker)
- Sköldar av vidje (perser) eller av skinn (kolker, kilikier, etiopier)
- Hjälmar av trä (kolker, moschoi), av brons (assyrier, pisider/chalyber) eller av flätverk (paflagonier, egypter)
- Träklubbor beklädda med spikar (assyrier), yxor (saker), pilspetsar i slipad sten och pikar av slipade gasellhorn som spjut (etiopier), linor som kastas för att göra motståndarens ben orörliga och dolkar (sagartier)
- Utrustning "som greker" (lydier, cyprier, pamfylier, karier)
- Ryttare på hästar eller kameler, vagnar spända för hästar eller halvåsnor

Senare källor beskriver delvis annan utrustning. Ett babyloniskt dokument från Dareios II:s tid räknar upp en kavallerists utrustning som: en häst med betsel och gördel, en hjälm, ett järnharnesk, en bronsköld, 120 pilar, en järnklubba och två järnspjut. Xenofon framställer egyptiska trupper som hopliter i falangformation med stora träsköldar. Enligt flera senare grekiska källor använde perserna stridsvagnar med liar, och vid Gaugamela hade Dareios med sig 15 stridselefanter.
Denna variation bland trupperna, deras vapen och utrustning och deras stridstekniker, föranleder naturligtvis frågan om effektiviteten i kommenderingen och svårigheten att koordinera stridsmanövrer. Quintus Curtius Rufus framhåller till och med att mångfalden var sådan att kungen inte kände till alla de folkslag som ingick i hans armé, och att folkgrupperna inte visste vilka som var deras allierade. Denna mångfald har framförts som förklaring till persernas nederlag mot grekerna och makedonierna. Enligt Briant tar man då inte hänsyn till det faktum att de kontingenter som beskrivs av Herodotos aldrig faktiskt hade deltagit i striderna. De som deltog var framför allt elittrupperna som huvudsakligen kom från den iranska platån. De stridande som deltog i slaget vid Thermopyle var perser, kissier och odödliga väktare. De som deltog i slaget vid Plataiai var perser, meder, baktrier, indier, saker och mykaler.
Briant observerar att Xerxes besiktningar av arméer snarare hade en ceremoniell funktion. Kungen konstaterade sin makt genom att presentera sin armé. Målet med detta var inte att räkna de tillgängliga militära styrkorna, utan att kungen skulle få kännedom om mångfalden i sitt rike och stärka moralen hos sina trupper. Med utgångspunkt i Quintus Curtius Rufus tolkning gör han alltså en åtskillnad mellan dessa trupper i iscensatta parader med syftet att representera imperiets utbredning ända bort till de mest avlägsna folken, och de stridande förband som till större del var iranska och utvalda. Från att perserna stötte på greker var dessa, både undersåtar och legosoldater, del av militären. Vid slutet av den akemenidiska epoken hade grekiska legosoldater blivit en reguljär del av armén och dess ledare del av den iranska adeln.

## Kultur

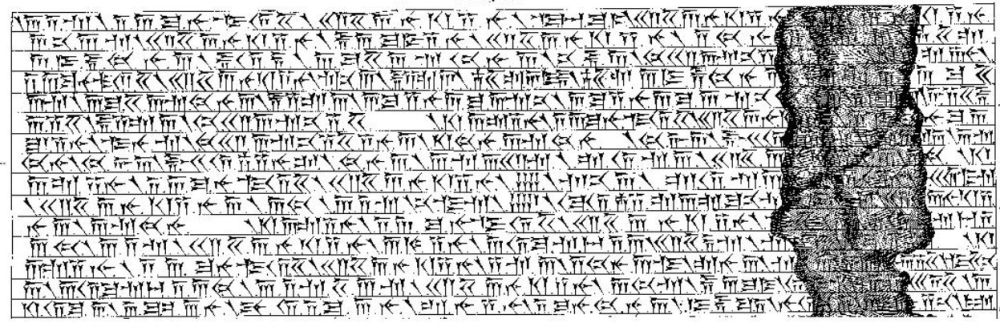
Behistuninskriften, kolumn 1 (DB I 1-15), avbildad av Fr. Spiegel 1881.

### Språk
Rikets administrativa språk var arameiska, som även användes till kommunikation mellan olika regioner. Andra språk användes dock i mer begränsad utsträckning i rum och tid. Nyelamitiskan var officiellt språk vid hovet i Fars, som visas av de tavlor som hittats i Persepolis (daterade mellan 509 och 458 f.Kr.) Andra språk hade lokal användning, som egyptiskan, grekiskan, lydiskan och lykiskan.
Elamitiska och babyloniska användes i kungliga inskrifter, liksom fornpersiska, vars skrift uppfanns under Dareios I:s tid. Fornpersiskan användes framförallt för representativa syften, som är fallet på Behistuninskriften.

### Livet under den akemenidiska epoken
Livet vid det kungliga hovet

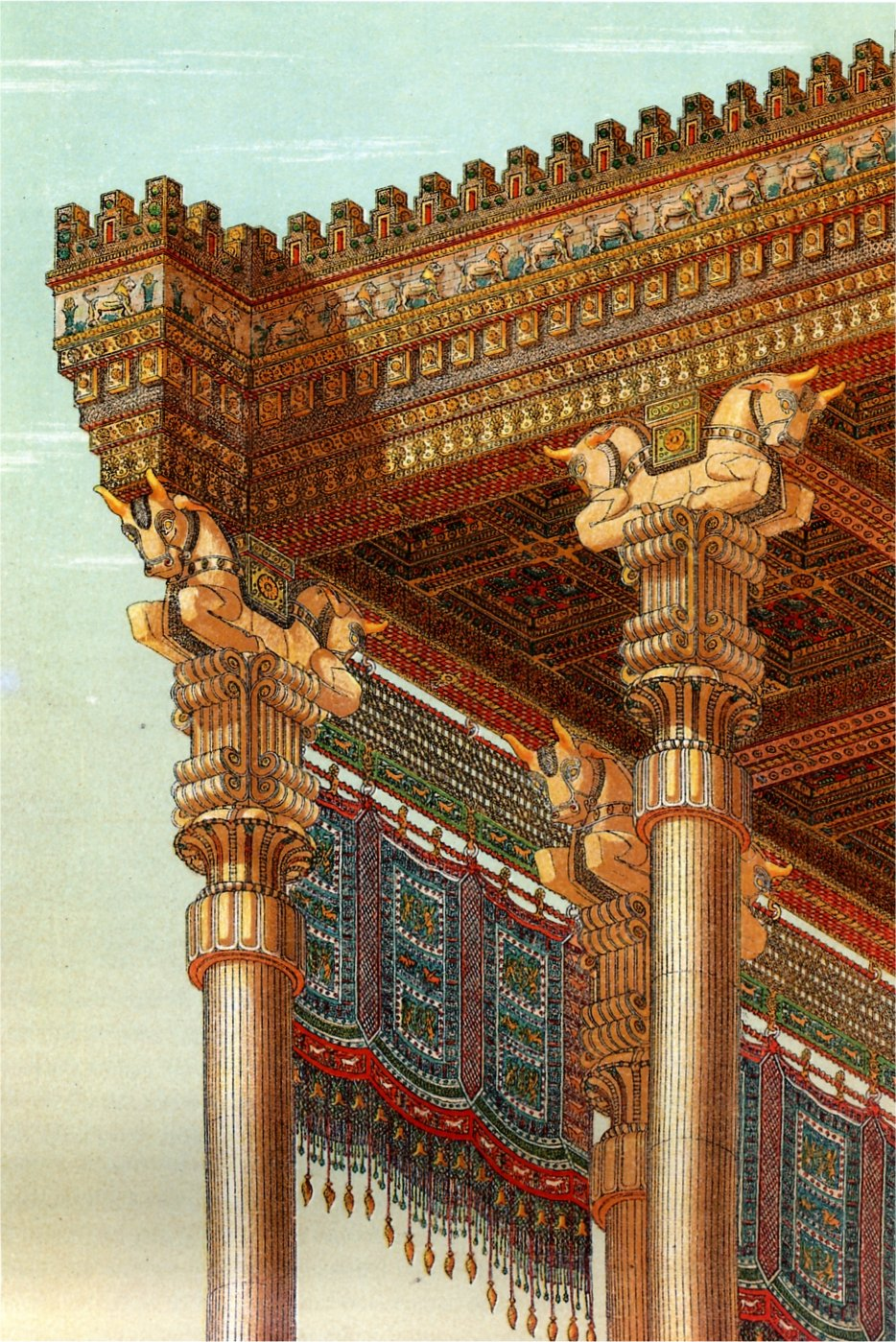
Rekonstruktion av taket till Dareios audienssal i Persepolis.

Det kungliga hovet verkar ha varit maktens plats framför andra i akemeniderriket. Det var där som kungen levde med sin familj och sina bekanta. Det är även där som adelsmännen bör ha bott, där de administrativa och strategiska besluten fattades, och dit satraperna inkallades eller mottogs. De dokument som innehåller information om livet vid hovet är dock ojämnt fördelade.
Den akemenidiske kungen flyttade periodiskt mellan de olika kungliga residensen (Persepolis, Susa, Ekbatana etc.), åtföljd av hovet och sina olika verksamheter. Under resorna bodde regenten i ett mycket luxuöst tält som var uppställt i mitten av lägret och försett med utmärkande tecken. Briant antar att tälten kunde vara repliker av palatsen i Susa och Persepolis. Livet i det kungliga hovet verkar ha varit reglerat av mycket strikta etikettsregler. Kungen var omgiven av höga hovmän, som hade i uppgift att ägna sig åt olika ärenden (kunglig skattkammare, kansli) och som redogjorde direkt för honom. En stor mängd personal hade också i uppgift att tjänstgöra vid audienser. Ansökande och bönfallande personer infann sig vid kungens dörr. Dessa besökare överlämnade sina meddelanden till vakterna eller till budbärare, och mottogs bara inför kungen när de var kallade. Enligt Esters bok i Bibeln blev var och en som närmade sig kungen utan att ha blivit kallad dömd till döden.
Matrutinerna vid hovet beskrivs hos Herodotos och Xenofon. Kungen intog i allmänhet sina måltider ensam, av omsorg om sin säkerhet. Under banketter var bordsgästernas platser omsorgsfullt valda, både för att visa kungens gunster och för att garantera hans säkerhet. De grekiska författarna slogs alla av lyxen och ståten vid hovbanketter. Kungens mat transporterades separat, liksom de Odödligas. Förgiftningar förekom fortlöpande inom hovet. Kungen tog därför alltid med sig vatten från Choaspes, floden i Susa. Vattnet kokades och forslades i silvervaser. På samma sätt var munskänkens funktion mycket viktig vid hovet. Kungen drack ett vin som reserverat för honom, och munskänken tjänstgjorde även som avsmakare.
Dessa åtgärder syftade inte bara till att understryka kungens särskilda plats, utan verkar även vara avsedda att bevara hans hälsa. Läkarna hade därför också en betydelsefull plats i kungens omgivning. De var nära kungen liksom munskänkarna, och kunde enkelt förgifta monarken. Dessa funktioner gavs därför till betrodda personer. De kungliga läkarna var främst greker och egyptier.
Bland hovets personal fanns även eunucker, indelade i två kategorier: de som ingick i kungens nära umgänge, och de andra, tjänarna. Det krävdes en stor mängd tjänstepersonal för att betjäna kungen och de kungliga prinsessorna. Deras roll var att vaka över kungens och prinsessornas rum. De var i allmänhet ursprungligen från erövrade länder, och deras ställning var nära slavarnas, även om deras närhet till kungen tilldelade dem en särskild status.

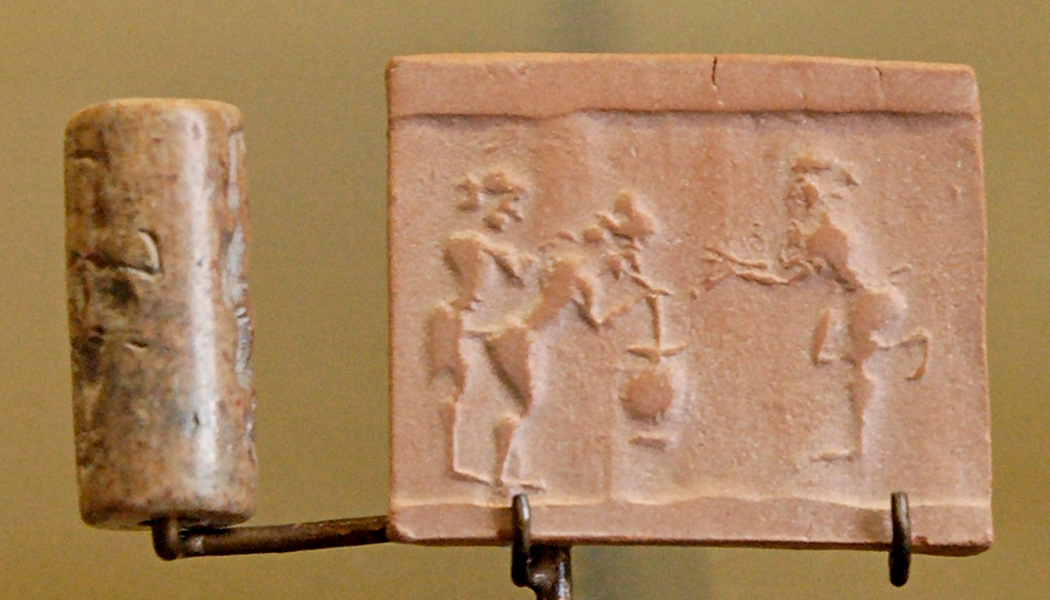
Sigill-cylinder som avbildar en erotisk scen. Gul marmor, 500-300-talet f.Kr. Ursprung: Susa. förvaras i Louvren

Många antika författare har berättat att kungen, och andra personer, utövade polygami och hade många konkubiner. De kungliga prinsessorna, och alla kvinnor i allmänhet, förfogade över särskilda våningar. Konkubinerna bodde i ett "kvinnohus" efter att de hade tillbringat en natt med storkungen, och stannade nära honom. De kungliga prinsessorna hade större självbestämmande och gjorde resor, som tavlorna i Persepolis vittnar om. De förvaltade också sina ägor och hade sina egna tjänare, till och med sina egna ateljéer.
Jakt var säkerligen kungarnas favoritnöje. Den erbjöd fördelen att utgöra en mycket god fysisk förberedelse för den unge ädlingen, och en händelse under vilken han kunde visa sitt mod, sin duglighet och sin styrka. Jakten utövades i pairidaeza, inhägnade parker av stort omfång: ordet betyder "havande en inhägnad på alla sidor". Dessa trädgårdar var på samma gång platser för avspänning och förnöjelse, skötta av trädgårdsmästare, och enorma jaktreservat. Jaktteknikerna var varierade: till fots, till häst, i vagn, med svärd, båge, spjut eller nät. Ett brev från Dareios till Gadatas, som överflyttade frukter mellan Eufrat och de asiatiska kusterna, visar storkungens intresse för trädgårdsskötsel.
Livet utanför hovet
Med hänsyn tagen till karaktären hos epokens dokument, är rikets undersåtars vardagsliv fortfarande mycket mindre väl känt än hovfolkets liv. Planerna för de kungliga palatsen är välkända, men de för epokens privathus är det inte, förutom de i det akemenidiska Babylon. Väggarna bestod av tegelstenar av oberedd lera som ordnades med ett murbruk av lera och halm. Isoleringen av de lägre väggdelarna skedde med bitumen. De akemenidiska husen tycks vara byggda runt en gård som vetter åt en portik, kanske i en eller två våningar. Vad gäller inredningen är kvaliteten och den fint utarbetade karaktären hos persiska möbler, mattor och andra dyrbara föremål mycket omtalade.

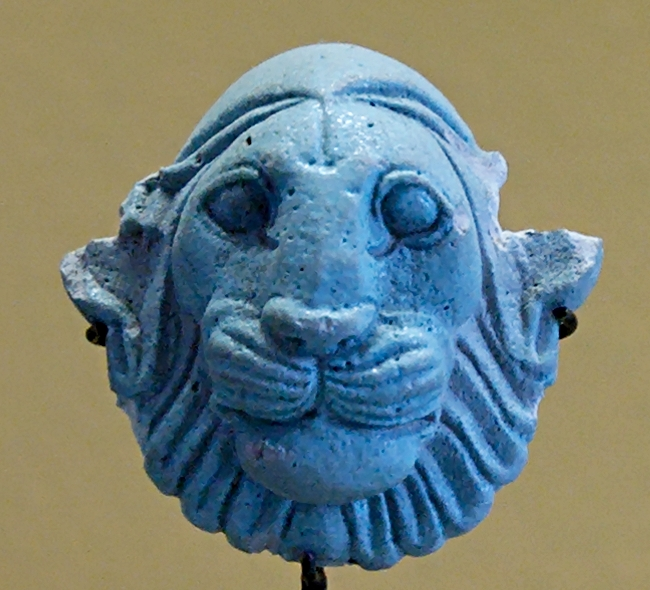
Hängamulett i form av ett lejonhuvud. Fajans, akemenidiskt arbete, slutet av 500-talet – 300-talet f.Kr. förvaras i Louvren

Klädskicken är framför allt kända genom många avbildningar av undersåtar på konstverket från den akemenidiska epoken. Perserna bar långa veckade kappor, med eller utan ärmar, som hölls uppe av ett bälte, istället för överkläder. De använde även underkläder (i form av byxor av läder eller fint tyg), som de bar framför allt för att sitta till häst. Fotbeklädnaderna var av två typer: platta stängda skor med 3 eller 4 skosnören, och stövlar. Huvudbonaderna var av varierade former och material: från en enkel huvudbindel till en rund mössa, en räfflad hatt, filthattar och mössor. Klädernas färg användes för att särskilja samhällsklasserna under hela den akemenidiska epoken. Rött var färgen för krigare, vitt för präster och blå för bönder. Kungen bar kläder i alla färger för att visa sin makt över de tre samhällsklasserna. Det är relieferna i Persepolis som ger dessa upplysningar om mansdräkten.
De olika kända källorna ger mycket lite information om skolundervisning. Även om utbildningen i princip var öppen för alla perser var böndernas barn i mycket stor utsträckning analfabeter. Enligt de kända texterna verkar det som de adliga akemenidernas skolgång började vid fem års ålder, och varade i tio till tjugo år, beroende på källorna. Strabon sade att ungdomarna övade gymnastik och fick träning i jakt med båge, med spjut och med slunga, och lärde sig att plantera träd, att plocka växter och att tillverka kläder och nät. Xenofon framhåller att deras utbildning också syftade till att utveckla deras sinne för rättvisa, deras lydnad, uthållighet och självbehärskning.

### Religion
Det var under den akemenidiska perioden som zoroastrismen nådde sydvästra Iran, där den antogs av regenterna och genom dem blev ett centralt inslag i den persiska kulturen. Det finns skriftliga belägg, både i form av kungliga proklamationer och en officiell kalender, som intygar att Dareios I och hans efterträdare var zoroastrier.
Under akemeniderkungarnas beskydd, omkring 400-talet f.Kr., blev zoroastrismen i praktiken statsreligion och nådde imperiets gränser. På samma gång undergick religionen en stark synkretism, särskilt med Mesopotamiens religioner, vilkas gudomar hade anknytning till himlavalvet.

I mitten av 400-talet f.Kr., det vill säga under Artaxerxes och Dareios II:s regeringstider, skrev Herodotos om perserna: 
| ” | de har inte för vana att uppresa gudabilder och tempel och altaren, ja de anser dem galna, som gör sådant, antagligen därför, tänker jag, att de i motsats till hellenerna inte anser gudarna ha mänsklig natur. | „ |

 Han fastslår samtidigt att perserna utför offer 
| ” | åt solen, månen, jorden, elden, vattnet och vindarna | „ |

 och han ger även preciseringar: 
| ” | Dessa är de enda gudarna, åt vilka de från begynnelsen har offrat. Sedan har de lärt sig att offra åt Urania; de har lärt det av assyrierna och araberna. Mylitta är det namn under vilket assyrierna känner denna gudinna, som araberna kallar Alitta och perserna Anahita. | „ |

 Egentligen rör det sig snarare om Mithra, sedan länge sammanblandad med Anahita. De två gudinnorna dyrkades i praktiken ofta i samma tempel. När perserna offrar, tillägger Herodotos, 
| ” | bygger de inte altaren och tänder inte upp eld. De använder inte dryckesoffer | „ |

 Det kan noteras att denna fras ofta tolkas felaktigt som syftande på de zoroastriska riterna: resandet av altare och rituell användning av eld, liksom Yasnagudstjänst, motsvarar moderna zoroastriska riter, som ännu inte hade utvecklats vid denna epok.

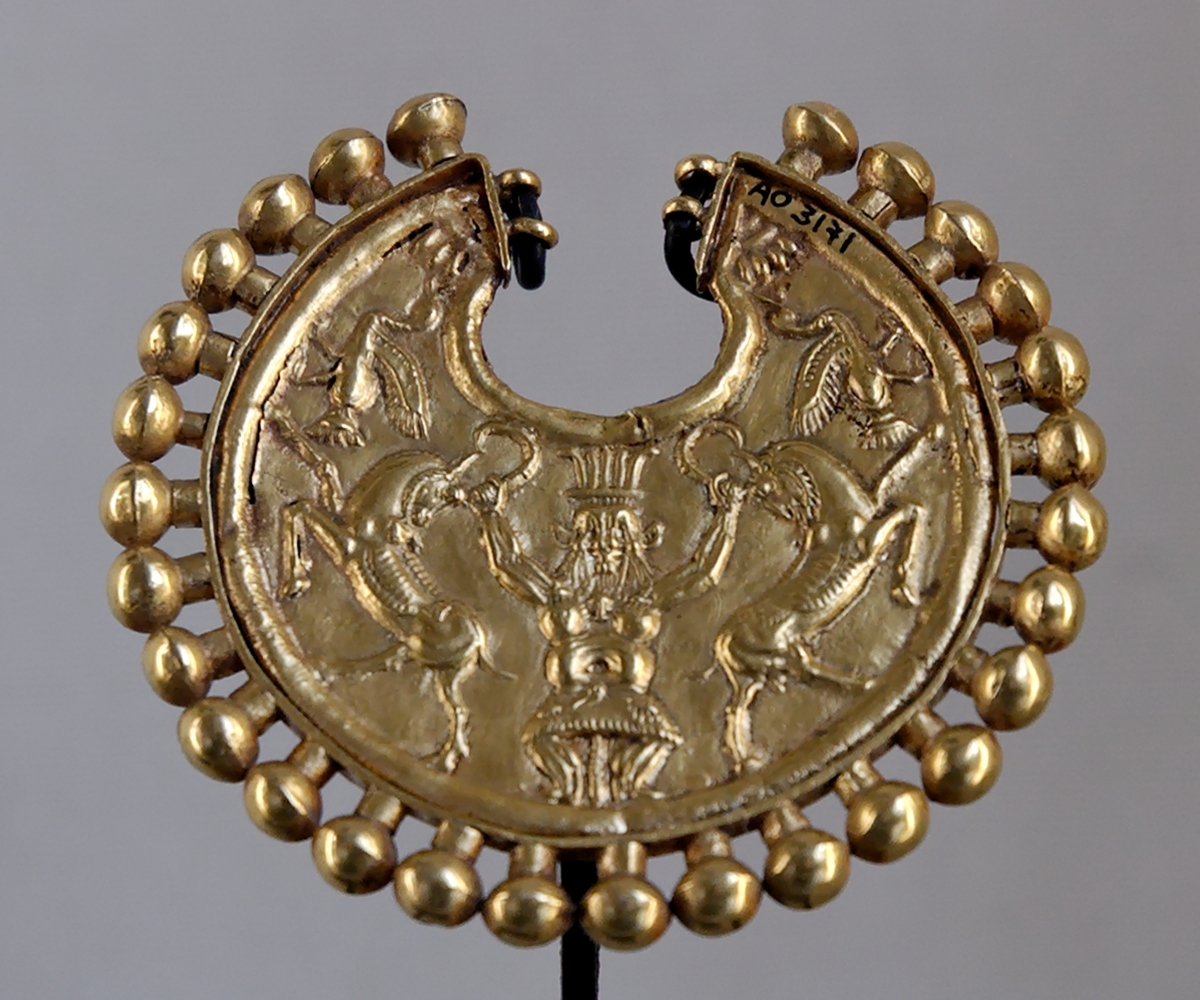
Akemenidiskt hängsmycke som föreställer den egyptiske guden Bes som håller två getter i styr. Guld, slutet av 500-talet - 300-talet f.Kr. Ursprung: Syrien. förvaras i Louvren

I överensstämmelse med Herodotos skrifter tycks persernas användning av materiella framställningar av gudomar börja med de statyer som restes av Artaxerxes II. Den babyloniske prästen och lärde Berossos berättar att Artaxerxes var den förste som uppförde kultstatyer av gudomar och att han placerade dem i templen i de viktigaste städerna i riket.
Herodotos observerar också att ingen bön eller offerrit kunde utföras utan att en magus var närvarande. Magerna var traditionellt ansvariga för ritualer och gudstjänster, men de var inte förknippade med en viss religion. Deras funktion som präster gick i arv.
Under Dareios I:s regeringstid blev religionen särskilt knuten till den monarkiska ideologin. De många vittnesmål som lämnats av Dareios och sedan hans son Xerxes I på de kungliga inskrifterna och relieferna i Behistun, Persepolis och Susa vittnar om en ständig omsorg om att legitimera kungamakten och Dareios succession genom Ahura Mazdas vilja. Persepolis uttrycker sålunda bilden av en kungamakt som är suverän och obegränsad, med en kung som försäkrar världens enhet genom sina dygder som förmedlats genom Ahura Mazdas beskydd.
Guden, som åkallas som varande den störste, representerar källan till makten och till den kungliga utstrålningen. En av relieferna i De hundra pelarnas sal i Persepolis beskriver sakernas tillstånd på följande sätt, från höjden till botten: Ahura Mazda, kungen på sin tron, sedan olika ranker av soldater som stöttar honom. Budskapet som förmedlas av denna relief är tydligt: kungen har sin makt från Ahura Mazda som beskyddar honom, och för befäl över armén som uppbär hans makt.

## Konst
Den akemenidiska konsten syftar till att på rikets skala förhärliga den regerande dynastin. Utvidgningen av det akemenidiska imperiet möjliggjorde en utveckling av konsten i samma utsträckning. Den akemenidiska konsten nådde sin höjdpunkt vid den tidpunkt då den persiska makten också var vid sin höjdpunkt, i synnerhet tack vare de tributer som inbärgats i hela imperiet.

### Arkitektur och stadsbyggnad

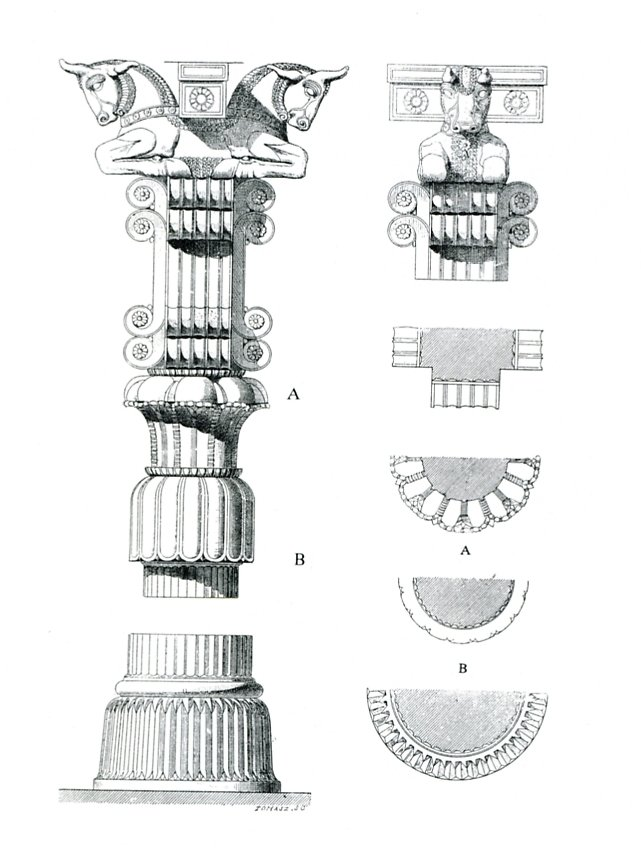
Kolonn från Apadanan, av Eugène Flandin, 1840.

Ett av kännetecknen för akemeniderriket är de monumentala palatsbyggen som uppfördes från och med Kyros den stores tid i ett fullständigt brott med föregående perioder, då sådana byggnader saknades. Perserna hade i början ingen egen arkitekturtradition. De var ett halvnomadiskt folk av herdar och ryttare. De utnyttjade därför skickligheten hos arbetare, hantverkare och arkitekter från alla nationer i riket, integrerade dessa influenser och framställde snabbt en originell konst vars stil utmärkts av kombinationen av beståndsdelar som hämtats från de underkuvade civilisationerna. Den persiska arkitekturen är nyttoinriktad, rituell och sinnebildlig. Principen om inre rum som skapas av stöd och plafonder i trä, som fanns i Mellanöstern före perserna, utvecklades och hypostylsalen blev den centrala beståndsdelen i palatset. Användning av grekiska tekniker tillät den persiska arkitekturen att utmynna i olika byggnader där rummet har olika funktioner. Frigörandet av vidsträckta ytor bland höga och smäckra kolonner utgjorde en arkitektonisk revolution som var säregen för Persien. Hypostylsalarna där var avsedda för folksamlingar och inte enbart för präster som i Grekland och Egypten. Från det att Jonien införlivades i imperiets satrapier utmärktes den persiska akemenidiska arkitekturen av ett starkt grekiskt inflytande, som var särskilt synligt i hypostylsalarna och portikerna i palatsen i Persepolis. Lydiska och joniska arkitekter anlitades på byggena i Pasargadae och senare på dem i Persepolis och Susa. De utförde de huvudsakliga beståndsdelarna och man hittar också graffiti på grekiska i stenbrotten nära Persepolis, som nämner namnen på stenbrytarnas arbetsledare. De spelade en stor roll i den persiska stilens utveckling, lika mycket i stenhuggandet som i murningen. Grekers deltagande i resning av kolonner och i utsmyckningen av palats i Persien nämns både i dokument från Susa och av Plinius den äldre.,  De akemenidiska palatsen visar också spår av mesopotamiskt inflytande (i synnerhet palatsformeln som förenar två palats, det ena för offentlig audiens och det andra för privat audiens), babyloniskt inflytande (emaljerade och mångfärgade reliefer), assyriskt inflytande (ortostater smyckade med basreliefer, bevingade tjurmänniskor vid dörrarna) och egyptiskt inflytande (urholkningar av kornischer som skjuter ut över portarna och portikerna).
Det var Kyros som först använde arkitektur och stadsbyggnad för att uttrycka rikets kulturella mångfald och understryka centralmaktens styrka. Pasargadae tänktes ut av kungen och hans rådgivare, och arbetena utfördes av lydiska och mesopotamiska hantverkare, vars närvaro är belagd av skrifttavlor. De stilistiska lånen från de anatoliska, assyrisk-babyloniska samt feniciska och egyptiska områdena är många i Pasargadae. Resultatet är dock inte en sammanställning av heterogena stilar utan en ny helhet som skriver in sig i imperiets och dynastins program.
Pasargadae markerade alltså en första etapp i utvecklingen av persiska arkitektur- och stadsbyggnadsstilen. Staden ligger på en slätt mitt i en vidsträckt konstbevattnad park och domineras av en fästning. Dess struktur täcker ungefär 10 hektar och är organiserad efter en ortogonal plan men ändå inte symmetrisk. Tält uppställda i fyrkant utsmyckade med kolonnader på framsidan utgjorde ingångarna till de olika zonerna i helheten som även omfattade två asymmetriska hypostylpalats. Det ena var flankerat på sidorna av två stora portiker av olika längd liksom en "H"-form. Det andra, som var en verklig stilistisk förebild, förebådar de framtida apadana i Susa och Persepolis. Dess asymmetriska flyglar samt närvaron av fördjupningar på sidorna avslöjar ännu oavslutade arkitektoniska efterforskningar och försök.
För att markera sitt uppstigande till makten, och försäkra sin legitimitet till tronen, lanserade Dareios den store sedan ett gigantiskt program med byggande, omvandling och försköning i Pasargadae, senare i Susa, och framför allt i Persepolis. Han förde sedan detta stadsbyggnadsarbete längre framåt genom att skapa Naqsh-e Rostam och företog arbeten i Babylon och Ekbatana. Inskrifterna och andra fynd från grundandet visar tydligt att Dareios ville visa bilden av sin suveräna och obegränsade makt. Detta monumentala program återupptogs senare av hans efterträdare: Persepolis förblev sålunda under uppbyggnad ända till Perserrikets fall.
Den persiska arkitekturstilen var då vid sin höjdpunkt. Stadsplanen för Persepolis blev sålunda rationaliserad och i jämvikt: Den kvadratiska planen systematiserades och hypostylrymderna generaliserades. Kolonnerna arrangerades strikt innefattade i palatsets annex. En annan större innovation var att portikerna flyttades till sidorna, som förstärktes av hörntornen på apadanan. Stora portar och olika passager fördelade trafiken mot de större byggnaderna.

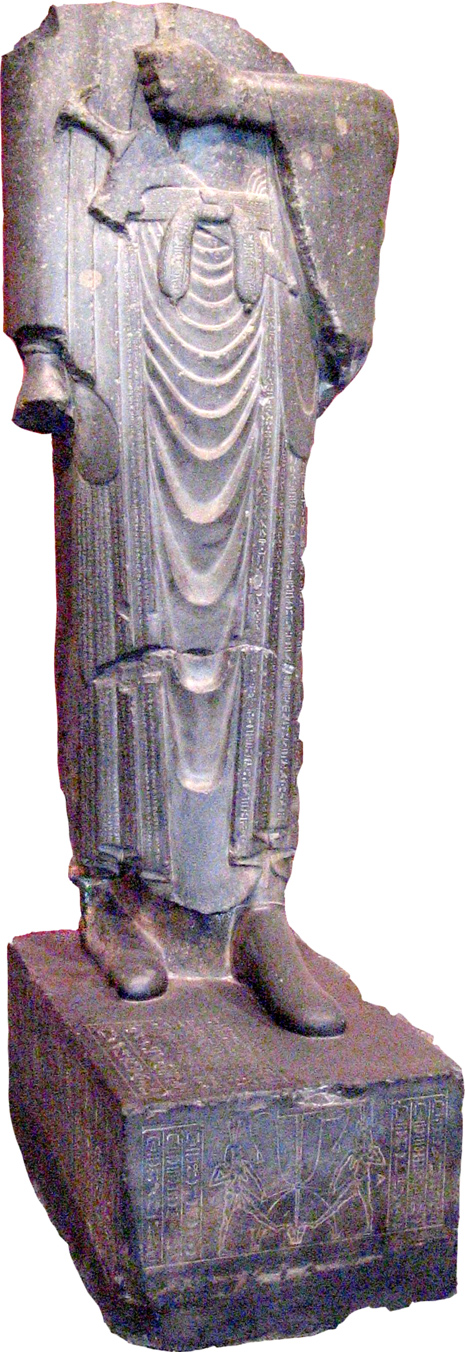
Staty föreställande Dareios I, byggd på hans order för att placeras i Heliopolis för att visa att "persern har tagit Egypten". Den flyttades senare till Susa av Xerxes I.
förvaras i Irans nationalmuseum

De hantverkare som arbetade på dessa byggen var tvungna att noga följa de anvisningar som givits av kungens rådgivare. Lånen från tidigare konst i området var grundade i en kunglig konst som följde ett precist program: att visa upp storkungens dominans över de erövrade folken (som visas av de proklamationer som skrivits eller avbildningar som gjorts i Susa, Persepolis och Naghsh-e Rostam till exempel), men även att visa att storkungen försäkrade världens enighet samtidigt som han underströk dess etniska och kulturella mångfald under Ahura Mazdas beskydd.
Alla akemenidiska palats hade väggar i obränt tegel, vilket kan verka förvånande i ett område där byggsten finns tillgängligt i stor mängd. Detta är faktiskt ett kännetecken som är gemensamt för alla folken i Orienten, som enbart använder stenväggar till tempel eller höga murar. Ingen mur i Persepolis har bevarats. De byggnadselement som fortfarande står upprätt är portarnas dörrposter och stenkolonnerna.

### Skulptur
Den mest kända och utbredda formen av akemenidisk skulptur är basreliefen, särskilt i Persepolis, där basrelieferna planmässigt dekorerar trapporna, sidorna av palatsens plattformar och det inre av öppningar i väggen. Man antar också att de användes i dekorationen av hypostylsalarna. I relieferna kan ses inspiration från egyptisk och assyrisk konst, och till och med grekiska inslag för finessen i utförandet. Man möter där flera av stereotyperna för antika orientaliska avbildningar: alla personer är framställda i profil, om perspektiv ibland är närvarande, framställs de olika planen i allmänhet det ena under det andra, proportionerna mellan personer, djur och träd respekteras inte, principen om isocefali tillämpas strikt, förstått som olika trappsteg. De ämnen som avbildas är defileringar som representerar folken i riket, audiensscener, kungaavbildningar och strider mellan en kunglig hjälte och verkliga djur eller fantasidjur. Dessa basreliefer är anmärkningsvärda för sin kvalitet i utförandet, där varje detalj har åstadkommits med stor finess.

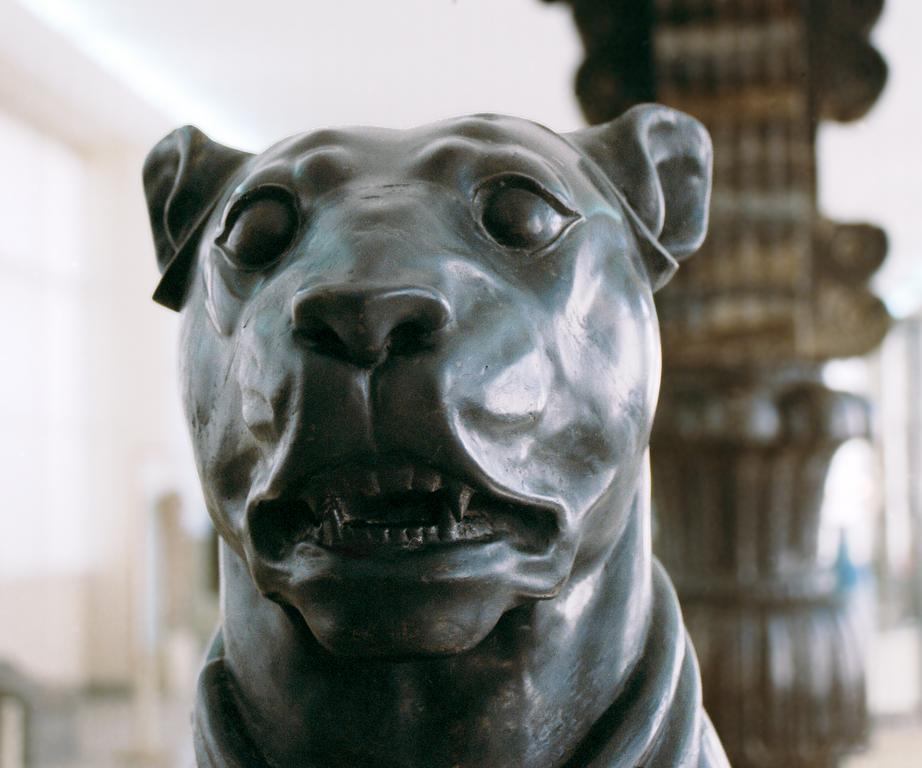
Staty av en hund, från det sydöstra tornet i apadanan Persepolis. Förvaras i Irans nationalmuseum i Teheran.

Mycket lite akemenidisk skulptur i full relief är känd. Skulpturen av Dareios i Susa är den mest kända (se bild). Denna är dock inte unik. Exempelvis nämner Plutarkos att det fanns en stor staty av Xerxes I i Persepolis.
Samtidigt fanns många dekorationselement som kunde betraktas som full relief. Det används framför allt för avbildningar av verkliga eller mytologiska djur, som ofta innefattas som arkitektoniska element i portar och kapitäl. Det är främst tjurar som avbildas som portarnas väktare, liksom i portiken till salen med hundra kolonner. Kapitälen avslutas med fält med djurbilder: tjurar, lejon, gripar osv. Djuren är mycket stiliserade, utan någon variation. Några statyer som är helt och hållet i full relief har återfunnits, varav en som föreställer en hund, som dekorerar ett hörntorn i apadanan.

### Polykromi

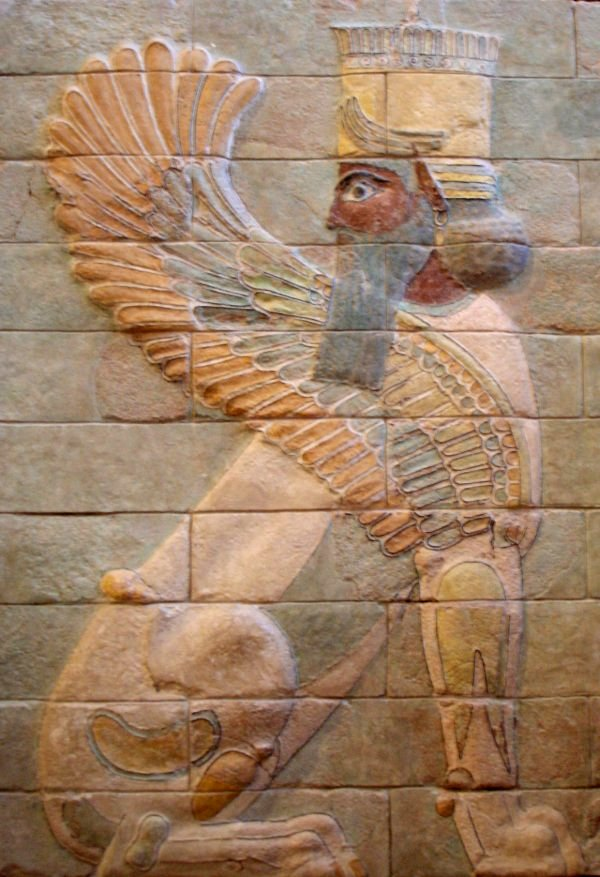
Sfinx från Dareios palats i Susa. Glaserade kiseltegelstenar, ungefär 510 f.Kr. förvaras i Louvren

I motsats till Persepolis uppvisar palatsen i Susa inga basreliefer som skurits ut i sten. Utsmyckningen där utgörs av helheter i emaljerat tegel som bildar vidsträckta paneler av mångfärgad keramik av mesopotamisk inspiration. Där finns djurfigurer (lejon, tjurar, gripar) och avbildningar av de Odödliga som de i relieferna i Persepolis. Polykromin spelar alltså en betydelsefull roll i den akemenidiska avbildande konsten. Den omgestaltar personerna och figurerna som avbildas och ger en färgstark glans åt palatsen.
Oaktat upptäckten av mångfärgade keramiker i Susa har användningen av färgmålningar i Persepolis ofta undervärderats på grund av de många förändringar som pigmenten genomgår under årens lopp. Upptäckten av mångfaldiga färger på de många föremål som kommit från de flesta palatsen och byggnaderna i Persepolis vittnar om hur många och vitt spridda de mångfärgade målningarna var i Persepolis. Beläggen för detta är inte bara pigmentspåren som finns kvar på föremålen, utan fasta bevis som hopgyttringar av målarfärg som bildar klimpar där färger har stelnat i klump i de skålar som har hittats på många platser på fyndorten. Dessa färger användes inte bara på arkitekturelement (väggar, reliefer, kolonner, portar, grunder, trappor, statyer), utan även på vävnader och andra dekorationer. Lackerade tegelstenar, beklädnad av grunder med färgad kalk, målade kolonner och andra utsmyckningar fanns inuti och utanpå palatsen. Den stora mångfalden av återfunna färger ger ett begrepp om den mångfärgade rikedom som fanns från början: svart (asfalt), rött (rött glas, cinnober, hematit av röd ockra), grönt, blått, vitt och gult (ockra eller förgyllt). Användning av växtpigment har föreslagits, men har hittills inte bevisats.

### Hovets guldsmide

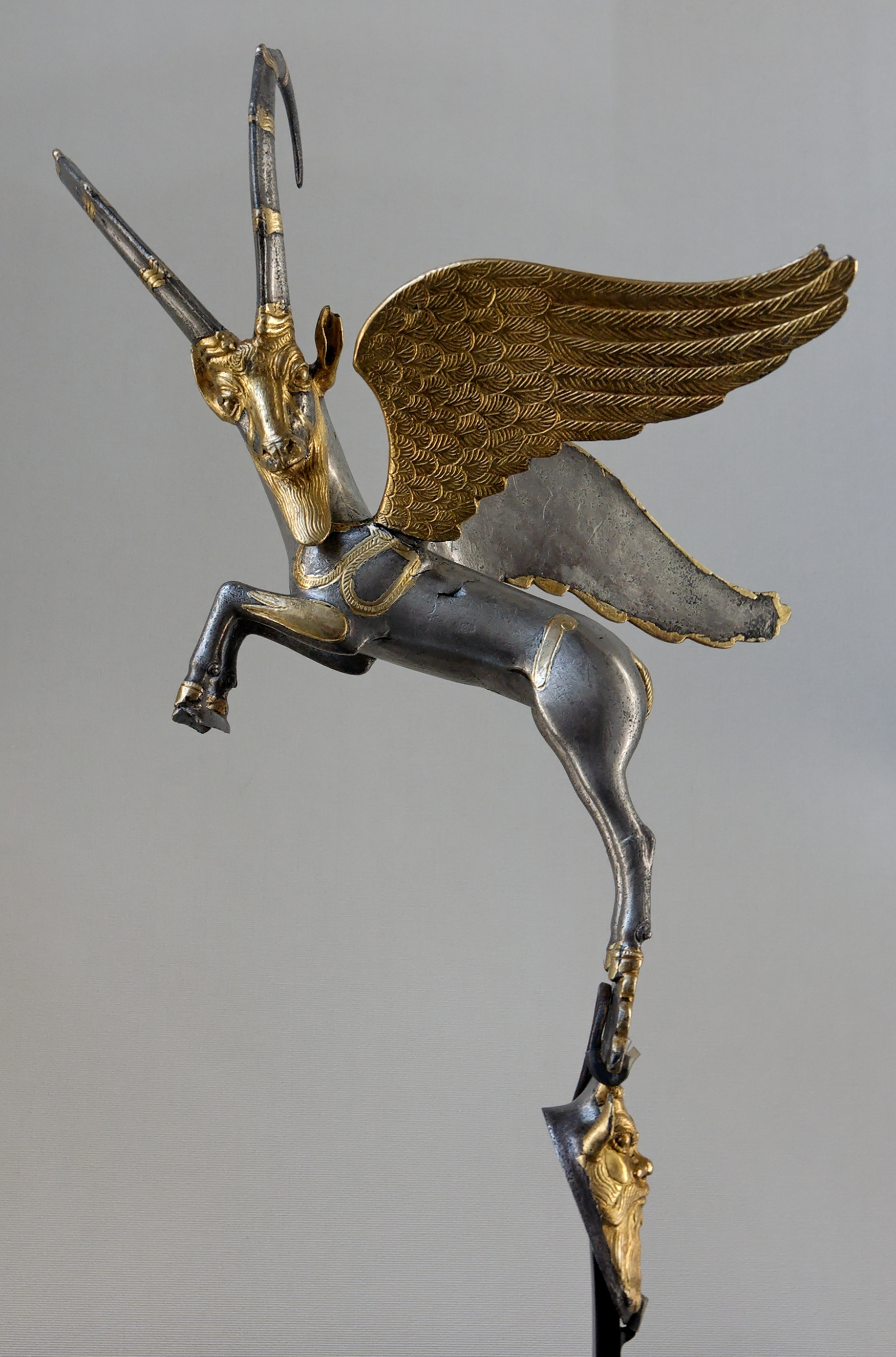
Handtag till en vas i form av en bevingad stenbock. Delvis förgyllt silver, 300-talet f.Kr.

Guldsmide var ett väsentligt område av den tribut som avkrävdes de folk som var underkuvade av de persiska kungarna. Reliefer av tributpliktiga liksom tavlor i Persepolis visar betydelsen av att perserna hämtade konstverk från alla sina områden.
De mångfaldiga upptäckterna av många servisdelar i värdefulla metaller (guld, elektrum, silver) från den akemenidiska epoken vittnar om vikten av högtidskonst för lyxbanketter i samband med kultfester. Rhytoner av guld och silver, direkta arvtagare till metallkonsten i Marlik och grekiska guldsmedjor, är anmärkningsvärda för sin estetiska mognad och tekniska perfektion. 
Även amforor av silver, utsmyckade fat, vaser, smycken och prydnader blandar klassicism och synkretism. I likhet med de andra persiska konstområdena integrerar alltså guldsmidet många olika influenser och kunskaper från hela riket, som den kombinerar i en ny, egen persisk kunglig stil.
Guldarbetet hade redan utvecklats på det territorium som motsvarar Perserriket i Hasanlu och i Urartu, men likheten mellan vissa akemenidiska guldsmidesföremål och andra som kommer från Marlik är sådan att de verkar komma från samma verkstäder, även om de ibland utfördes med några årtiondens eller rentav århundradens mellanrum. Vissa stilistiska analogier och teman återfinns i Anatolien, Grekland, Persien och ända i Thrakien, och omvittnar vikten av stilspridning tvärsöver hela imperiet, särskilt av skyternas migrationer.

## Perserrikets plats i antikens Mellanöstern
I Mellanösterns antika historia har akemeniderriket en särskild plats.
Det är under akemenidernas välde som kungariken som tidigare var konkurrenter enades under en och samma statsformation, som sträckte sig från Indus till Egeiska havet. De föregående kungarikena försvann i praktiken, ersatta av Perserrikets administrativa organisation. Perserriket bevarade för övrigt de olika traditionerna från de erövrade rikena och infogade dem i en ny helhet samtidigt som en ny ideologi introducerades, som visas i synnerhet av den akemenidiska konsten och vissa administrativa traditioner. De egna iranska elementen överväger i dessa.
Samtidigt försvårade den extrema mångfalden av folkgrupper som utgjorde imperiet varje tydlig syn på den exakta naturen av kungamaktens inverkan på de olika nationerna i riket. Men dess struktur försvårade kanske dess omformning till en statsnation. Denna svaghet tillät makedonierna att slutföra sina attacker mot Perserriket. Alexander återupptog i sin tur en del av den akemenidiska modellen och utmålade sig som Dareios III:s efterföljare, vilket ådrog honom motstånd från den makedoniska adeln, som inte lyckades organisera Alexanders tronföljd efter hans expedition till Indien.
Skapandet av de stora seleukidiska och hellenistiska rikena som följde i regionen ingrep delvis i kontinuiteten i de akemenidiska erfarenheterna. Vissa kungar av hellenska och balkanska länder upptog själva i sin tur persernas sociala förfaringssätt för att skapa en kulturgemenskap med adeln i de erövrade länderna.

## Akemenidiska härskare
| Inte belagda Det epigrafiska vittnesbörden om dessa härskare kan inte bekräftas och anses ofta vara uppfunna av Dareios I | Inte belagda Det epigrafiska vittnesbörden om dessa härskare kan inte bekräftas och anses ofta vara uppfunna av Dareios I | Inte belagda Det epigrafiska vittnesbörden om dessa härskare kan inte bekräftas och anses ofta vara uppfunna av Dareios I |
| --- | --- | --- |
| 688 f.Kr./675 f.Kr. | Achaimenes | kung av Anshan |
| 675 f.Kr./640 f.Kr. | Teispes | kung av Anshan, son till Achaemenes                                                                                       |
| 640 f.Kr./600 f.Kr. | Kyros I | kung av Anshan, son till Teispes                                                                                          |
| -6??/-6?? : | Ariaramnes | son till Teispes och medregent med Kyros I.                                                                               |
| 600 f.Kr./559 f.Kr. | Kambyses I | kung av Anshan, son till Kyros I                                                                                          |
| -6??/-5?? | Arsames | son till Ariaramnes och medregent med Kambyses I                                                                          |
| Belagda | | |
| 559 f.Kr. (550 f.Kr.?)/529 f.Kr. (530 f.Kr.?)                                                                             | Kyros II den store | storkung av Persien, son till Kambyses I, kung av Anshan från 559 f.Kr.– behärskar Medien 550 f.Kr.                       |
| 529 f.Kr./522 f.Kr. | Kambyses II | storkung av Persien, son till Kyros II                                                                                    |
| 522 f.Kr./522 f.Kr. | Bardiya (eller Smerdis)                                                                                                   | son till Kyros II, enligt osäkra källor storkung av Persien en kort tid 522 f.Kr                                          |
| 522 f.Kr. (521 f.Kr.?)/486 f.Kr.                                                                                          | Dareios I den store | storkung av Persien, svåger till Smerdis och barnbarn till Arsames                                                        |
| 486 f.Kr. (485 f.Kr.?)/465 f.Kr.                                                                                          | Xerxes I | storkung av Persien, son till Dareios I                                                                                   |
| 465 f.Kr./424 f.Kr. | Artaxerxes I Lång hand | storkung av Persien, son till Xerxes I                                                                                    |
| 424 f.Kr./424 f.Kr. | Xerxes II | storkung av Persien, son till Artaxerxes I                                                                                |
| 424 f.Kr./424 f.Kr. (423 f.Kr.?)                                                                                          | Sogdianus | storkung av Persien, halvbror och rival till Xerxes II                                                                    |
| 424 f.Kr. (423 f.Kr.?)/404 f.Kr. (405 f.Kr.?)                                                                             | Dareios II Nothos | storkung av Persien, halvbror och rival till Xerxes II                                                                    |
| 404 f.Kr./359 f.Kr. | Artaxerxes II Mnemon | storkung av Persien, son till Dareios II, (se även Xenofon)                                                               |
| 359 f.Kr. (358 f.Kr.?)/338 f.Kr.                                                                                          | Artaxerxes III Ochos | storkung av Persien, son till Artaxerxès II                                                                               |
| 338 f.Kr./336 f.Kr. | Arses | storkung av Persien, son till Artaxerxès III                                                                              |
| 336 f.Kr./330 f.Kr. | Dareios III Kodoman | storkung av Persien, barnbarnsbarn till Dareios II (Alexander den stores erövringar)                                      |